# Parco della Cittadella di Ancona
Il Parco della Cittadella è un parco pubblico di Ancona situato sulla parte sommitale del colle Astagno e cinto dalle mura dell'antico campo trincerato cinquecentesco. Prende il nome dall'adiacente Cittadella, detta anche Fortezza, anch'essa cinquecentesca, che occupa la cima del colle e sovrasta la città e il porto di Ancona.
Già zona militare, il parco venne aperto negli anni settanta e inizialmente era collegato alla Cittadella con una scala, poi rimossa. È prevista l'estensione del parco anche all'interno del monumento da cui prende nome, quando questo sarà integralmente restaurato.
Nei pressi del Parco della Cittadella si trovano due altri parchi: quello della Lunetta di Santo Stefano e la più antica area di verde pubblico della città: il Pincio.

## Errori di denominazione
Negli ultimi decenni, le istituzioni e i giornali hanno fatto ampia confusione tra il Parco della Cittadella e l'adiacente Cittadella di Ancona. Pensando erroneamente che il termine "Cittadella" si riferisse esclusivamente al parco, la fortificazione adiacente cominciò ad essere indicata impropriamente con le espressioni *Fortezza Sangallo o *Rocca Sangallo, scorrette storicamente e mai usate, o persino *rocca della Cittadella, come se la Cittadella fosse qualcosa d'altro e il monumento in oggetto fosse la sua rocca, o come se si chiamasse la basilica di san Pietro di Roma "la chiesa di piazza san Pietro". È stata utilizzata anche l'espressione *rocca San Gallo, storpiando il nome del progettista. Erano stati anche posti alcuni cartelli indicatori che riportavano le diciture errate, poi opportunamente rimossi.
I nomi corretti della fortificazione adiacente al parco sono semplicemente Cittadella o Fortezza, senza altre specificazioni, come risulta evidente dalla mappa sottostante.

## Descrizione

### Il Campo Trincerato

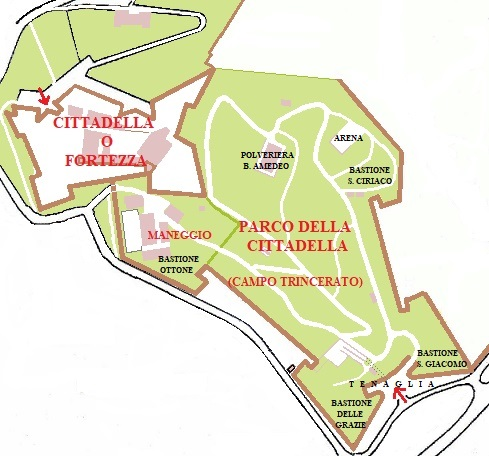
Mappa che mostra la distinzione tra il Parco della Cittadella e la Cittadella o Fortezza.

Le mura del Campo Trincerato circondano tutto il parco, che fu inaugurato dopo la smilitarizzazione dell'area, negli anni settanta del Novecento. Un campo trincerato è una fortificazione costituita da una cinta continua (come nel caso di Ancona) o da una linea di opere staccate ad una certa distanza dal nucleo da difendere; tale distanza varia a seconda della gittata delle artiglierie nell'epoca della costruzione.

#### Origine del Campo Trincerato
Nel XVI secolo, la rapida evoluzione delle armi da fuoco, la cui gittata aumentava progressivamente, rendeva necessaria la costruzione di opere volte a mantenere le truppe assedianti man mano sempre più distanti dalla città. Per questo motivo, durante il pontificato di papa Giulio III e quindi negli anni tra il 1550 e il 1555, fu decisa la costruzione di un campo trincerato nella zona a sud della Cittadella. Il pontefice incaricò della progettazione l'architetto militare Francesco Paciotto, autore anche della Cittadella di Anversa, della Cittadella di Torino e di vari progetti per Filippo II di Spagna.
Nel 1560 la direzione dei lavori fu affidata a Pellegrino Tibaldi e nel 1562 a Giacomo Fontana, che si occupò di rivestire di mura le opere già realizzate in terra e di completare la Tenaglia. I lavori terminarono nel 1575. Originariamente il Campo Trincerato era circondato da un fossato.
Il Campo Trincerato confina con le alte mura della Cittadella di Ancona; quest'ultimo monumento diede il nome al parco, ma non deve essere confuso con esso, come mostra la mappa a fianco.

#### Mura e bastioni
Le mura cinquecentesche del Campo Trincerato, che circondano tutto il parco, hanno un perimetro di più di 900 metri e si articolano in quattro bastioni, tutti muniti di orecchioni e descritti di seguito.
- Bastione di San Giacomo e Bastione delle Grazie

A destra del piazzale d'ingresso al parco si trova il Bastione di San Giacomo e sulla sinistra il simmetrico Bastione delle Grazie; essi sono collegati da una cortina convessa e caratterizzati da orecchioni. L'insieme dei due bastioni e della cortina che li unisce forma la Tenaglia, termine che nel gergo delle antiche fortificazioni indica appunto due bastioni simmetrici e ravvicinati, collegati da una cortina angolata o convessa, il tutto a protezione di una poterna. Al centro della Tenaglia centro si apre la Porta del Soccorso, poterna oggi usata come ingresso pedonale al parco. L'accesso carrabile, situato sul fianco del Bastione di San Giacomo, non è originario: fu ricavato in tempi recenti per permettere ai mezzi di accedere all'area. L'unico accesso carrabile originariamente presente era quello che oggi funge da ingresso al maneggio.
- Bastione San Ciriaco

Verso nord-est si trova il Bastione S. Ciriaco, rivolto verso il Duomo, il Faro e Monte Cardeto.
- Bastione Ottone

Verso nord-ovest si trova il Bastione Ottone, rivolto verso il Piano San Lazzaro e l'area ferroviaria della Stazione Centrale; al suo interno è localizzato il maneggio.
- Bastione Stamura

Il quinto bastione del Campo Trincerato, il Bastione Stamura, si trova fuori dall'area del parco, in zona militare
Immediatamente dopo l'assedio del 1815, che durò dal 5 al 30 maggio, le truppe austriache vincitrici su quelle francesi decisero di demolire le fortificazioni della città e distrussero i salienti dei bastioni del Campo Trincerato. Fecero saltare anche il Cavaliere a Basso della Cittadella, la lunetta di Santo Spirito, danneggiarono la Lunetta di Santo Stefano, Forte Cardeto, Forte Cappuccini. Riconsegnata la città al papa, Gregorio XVI, il 25 luglio 1815 le demolizioni furono interrotte e diverse opere distrutte furono ripristinate; tra queste ci furono tutti i salienti del Campo Trincerato, prontamente ricostruiti. Sono ancora visibili nelle murature le linee che separano le parti originarie e quelle ricostruite.

#### Altre strutture militari

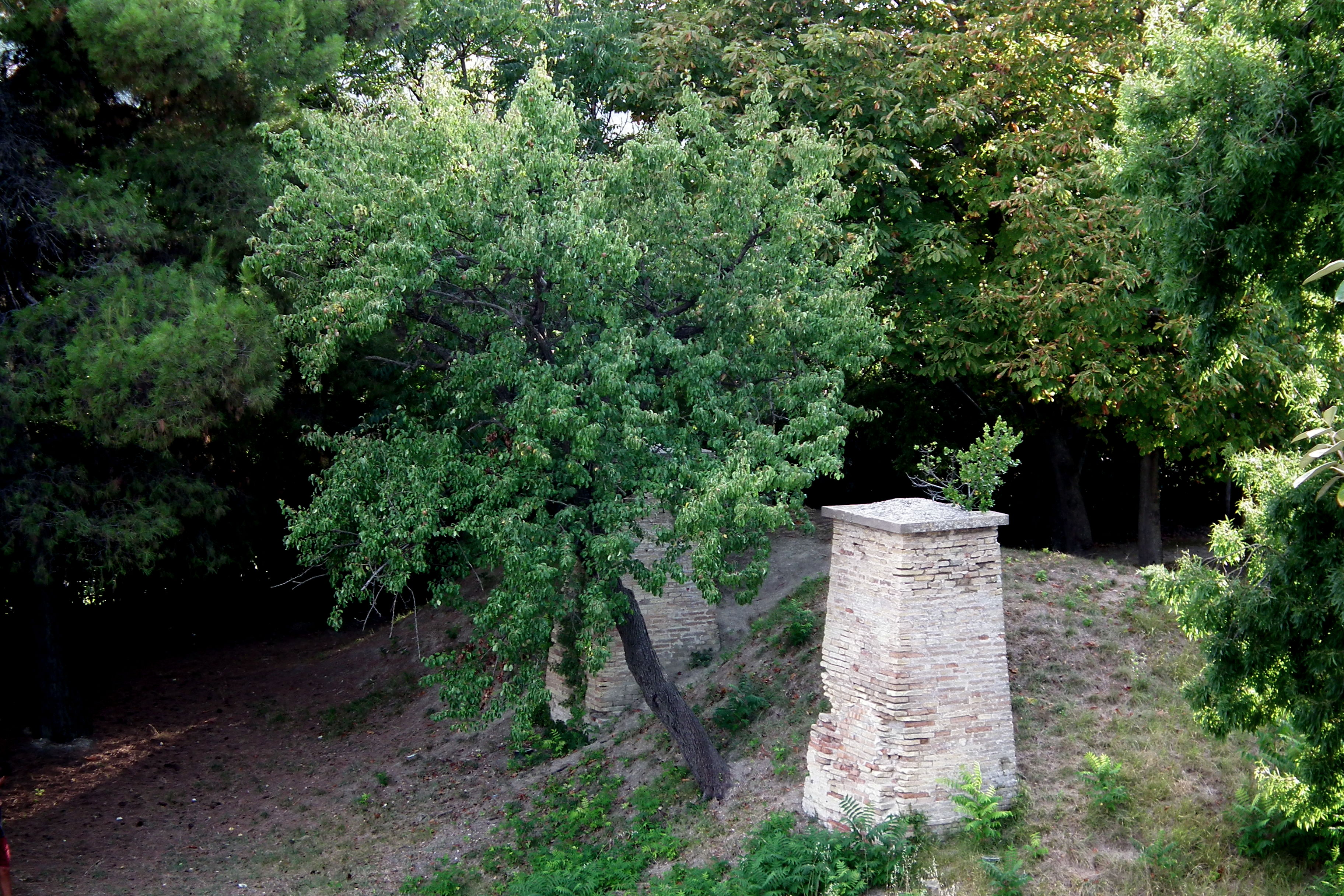
Pozzi di aerazione del cunicolo che corre lungo la cortina occidentale.

All'interno del Campo Trincerato si trovano tre riservette, ossia piccoli edifici originariamente destinati a conservare le munizioni necessarie per i soldati impegnati in combattimento. La prima è localizzata lungo la strada che passa ad est della collina centrale, la seconda nei pressi del Bastione San Ciriaco e la terza, circondata da un fossato, sulla collina centrale, non lontano dalle mura della Fortezza. Nei pressi della riservetta posta sulla collina, si trovano i resti dell'antico cavaliere, termine che indica un'opera architettonica molto alta, simile ad un bastione interno, costruita all'interno di una fortezza.
Se il sottosuolo dell'adiacente Fortezza è percorso sin dall'origine da una rete di cunicoli, anche quello del Campo Trincerato ne accoglie uno. L'ingresso si trova nell'area del maneggio, al termine di una scala che scende verso il perimetro esterno; il percorso segue la cortina compresa tra il Bastione Ottone e il Bastione delle Grazie. I pozzi protetti da alte murature e con apertura laterale, situati nei pressi del cancello che conduce dal parco al maneggio, sono le prese di aerazione di questo cunicolo.

#### Polveriera Beato Amedeo

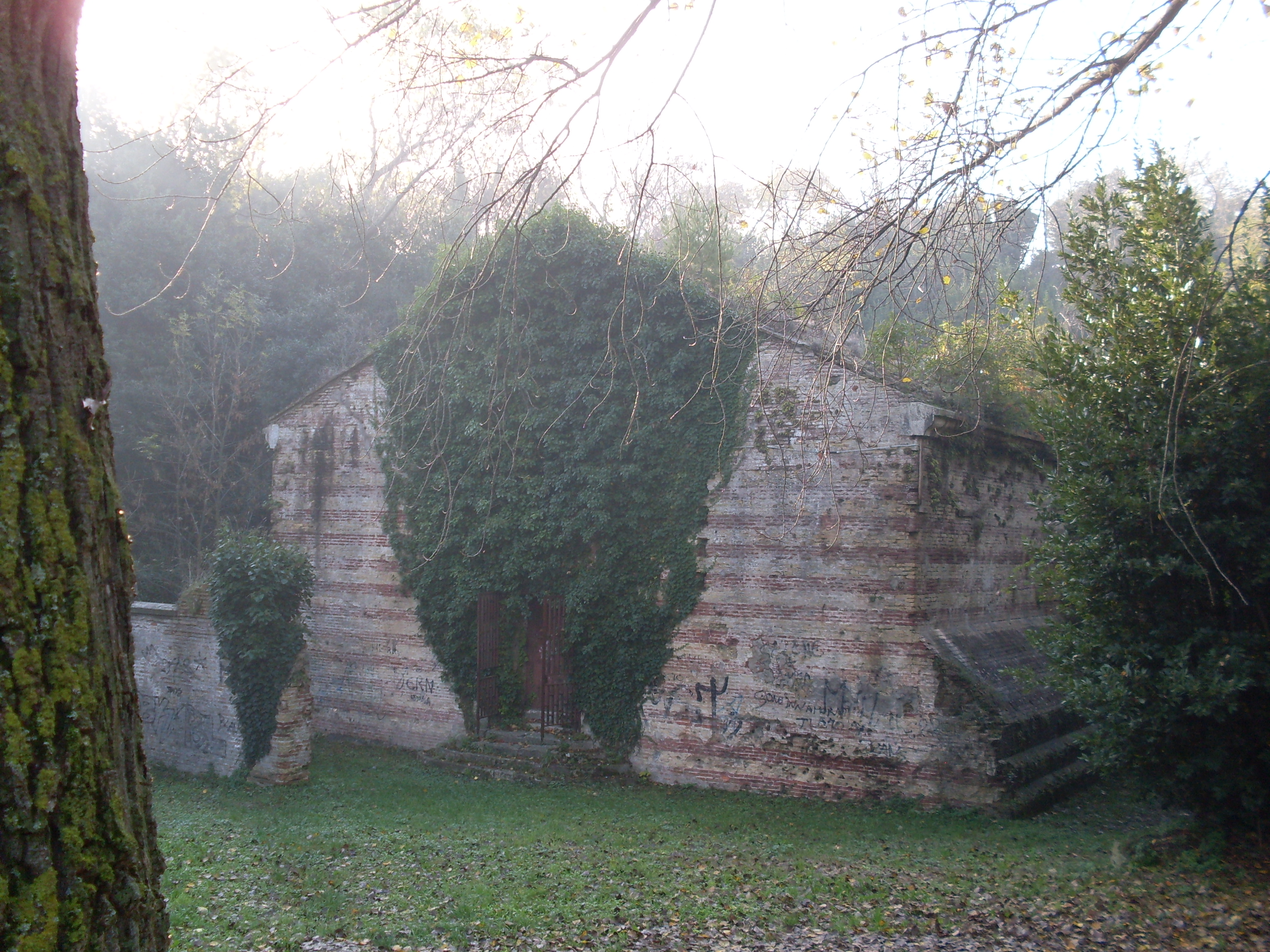
Polveriera Beato Amedeo

La polveriera Beato Amedeo fu realizzata nel 1811, quando Ancona era compresa nel Regno d'Italia napoleonico; il progetto è del capitano del genio militare francese Gouville, che seguì i canoni stabiliti dal Marchese di Vauban, universalmente riconosciuto come il più grande ingegnere militare del suo tempo. Conteneva 430.000 kg di polvere da sparo e 21.400.000 cartucce, ossia quanto necessario all'approvvigionamento delle artiglierie della piazza d'Ancona. Il duca di Savoia Amedeo IX, a cui è intitolato l'edificio, regnò dal 1465 al 1472 ed è ricordato per aver rinunciato al trono per dedicarsi all'assistenza delle persone bisognose di aiuto. Quando il campo tricerato, in seguito al terremoto del 1972, fu smilitarizzato ed adibito a parco pubblico, la polveriera fu utilizzata come poligono di tiro al chiuso dall'Unione Italiana Tiro a Segno. L'antico edificio è da anni in uno stato di totale degrado e perciò è chiuso al pubblico. La Polveriera Beato Amedeo, come altre strutture analoghe, è infossata su tre lati, per evitare danni in caso di esplosione accidentale; lo stesso accorgimento è utilizzato nell'altra grande polveriera cittadina: la Polveriera Castelfidardo, nel Parco del Cardeto.
Esistevano all'interno del campo trincerato due altre polveriere: quella di San Luigi e qualla di Santa Barbara, poste una accanto all'altra all'interno di un recinto murario di tre lati. Erano state costruite su progetto di Giuseppe Morando nel periodo in cui Ancona era una piazzaforte di prima classe del Regno d'Italia, ossia nello stesso periodo in cui fu costruita la Polveriera Castelfidardo a Monte Cardeto. Furono distrutte nel corso dei bombardamenti della Seconda guerra mondiale, o forse crollarono a causa dalla mancata manutenzione; l'area che occupavano, ancora circondata dalle mura di cinta, è ora un prato utilizzato salutariamente come arena per manifestazioni varie.

### Il parco

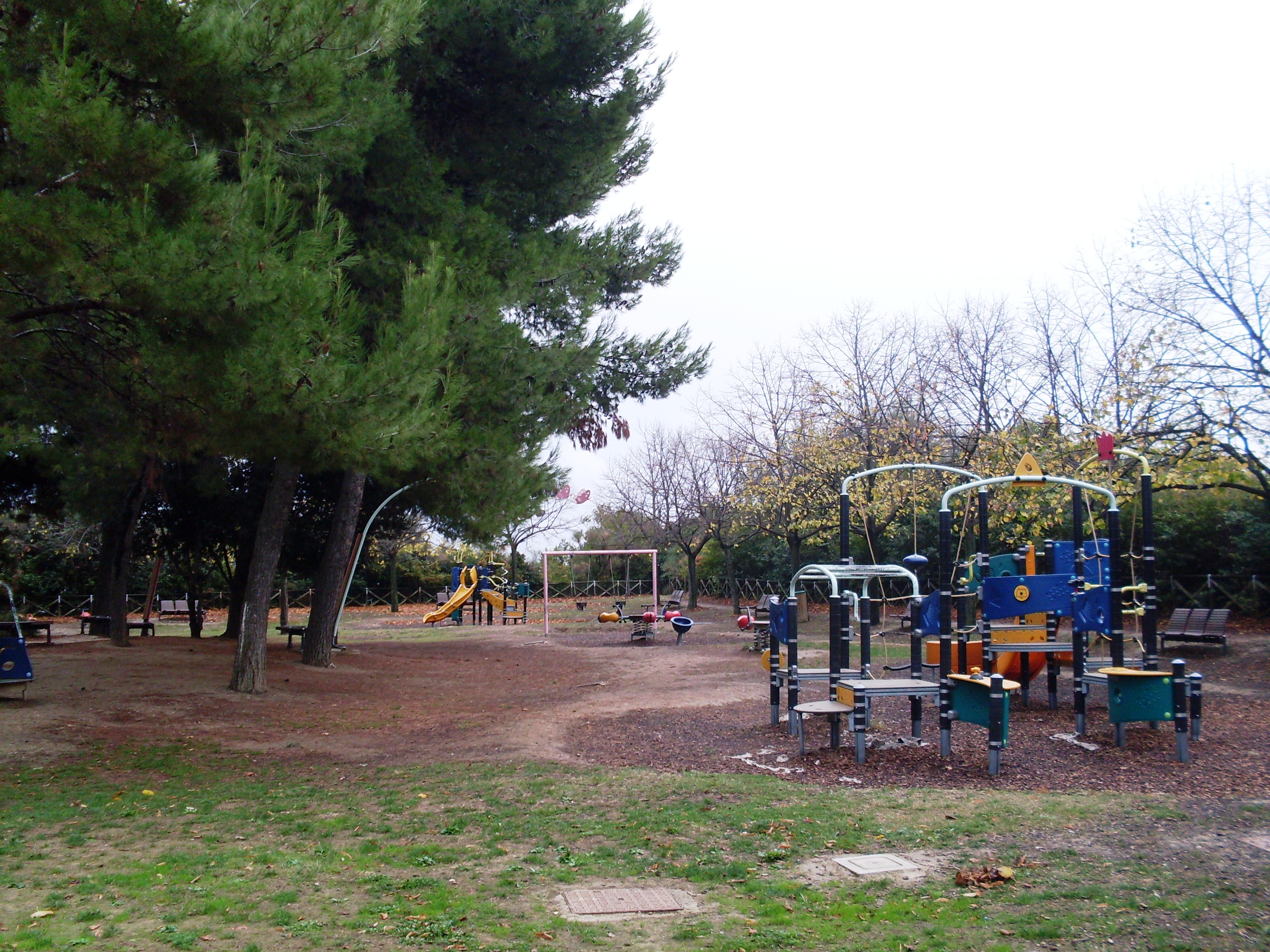
Area giochi, nel Bastione delle Grazie

Il parco è assiduamente frequentato e saltuariamente ospita alcune manifestazioni. Numerose sono le zone ombreggiate dagli alberi e sono presenti anche sentieri in pendenza, oltre che tratti pianeggianti, rendendolo un luogo adatto a chi intende tenersi in forma correndo su percorsi misti, spesso con l'impressione di trovarsi in un vero bosco. Nella collina centrale, il parco possiede alcuni punti panoramici: a sud verso Monte Conero, a nord-ovest verso il centro e a sud-ovest verso il rione del Pinocchio.
All'interno del parco ci sono: un bar, un'area giochi per bambini (nel Bastione delle Grazie), un maneggio di cavalli (nel Bastione Ottone), un giardino delle rose, un percorso callistenico e un percorso sensoriale.

#### Percorso callistenico
Tra il 2019 e il 2021 sono state allestite due aree con attrezzature in legno e metallo per fare esercizi ginnici di tipo callistenico, ossia che utilizzano il peso del corpo come resistenza per sviluppare l'armonia e la forza del corpo. Il termine deriva dal greco kalòs (κάλος), "bello", "armonioso", e sthenòs (σθένος), "forte". L'area più vicina all'ingresso, nel Bastione di san Giacomo, è particolarmente indicata per utenti della terza età, per coloro che hanno lievi disabilità e per chi necessita di terapie riabilitative a seguito di traumi.

#### Percorso sensoriale

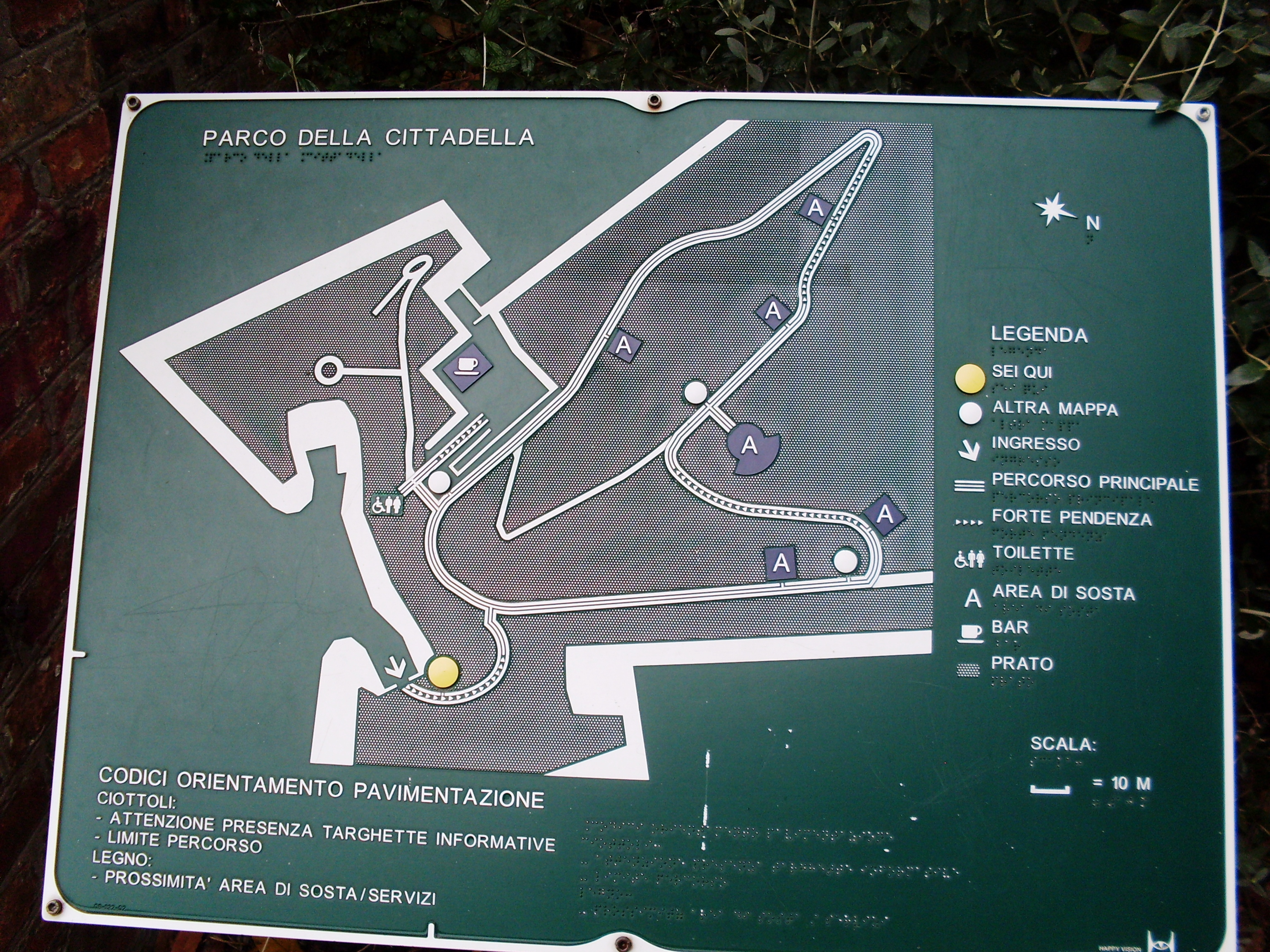
Tabellone che indica, anche in Braille, il percorso sensoriale.

Nel 2001 è stato allestito un percorso dedicato a chi vuole esplorare il parco non solo con la vista, ma anche con l'olfatto, l'udito e il tatto; il percorso, con alcune aree di sosta, è particolarmente indicato per i non vedenti e per gli ipovedenti. Targhe scritte anche in braille illustrano le varie piante presenti, introdotte perché ciascuna di esse emana un diverso profumo o produce una diversa sensazione tattile. Per il senso dell'udito è stato realizzato un abbeveratoio per uccelli. Le piante scelte per allestire l'area e il percorso sono:
- per il profumo delle foglie: la cedrina, il lentisco, il mirto e la melissa;
- per il profumo dei fiori: l'acacia di Costantinopoli, il calicanto, il mirto, la spighetta, la maonia, il caprifoglio e il lillà;
- per la particolare sensazione tattile: l'albero della nebbia (frutti), il tasso barbasso (foglie), la Sagina subulata (intera pianta) e il ginepro spagnolo (intera pianta).

Particolare attenzione è stata posta nell'evitare la sovrapposizione di profumi, tenendo in considerazione il periodo di fioritura delle specie situate nella stessa area di sosta; per quanto riguarda la piazzola posta sulla collina centrale, ad esempio, in primavera fiorisce la spighetta, in estate l'acacia di Costantinopoli, in autunno la maonia e in inverno il calicanto. Differenti pavimentazioni segnalano i punti di interesse e i bivi. La mancanza di manutenzione ha causato la morte della maggior parte delle piante.

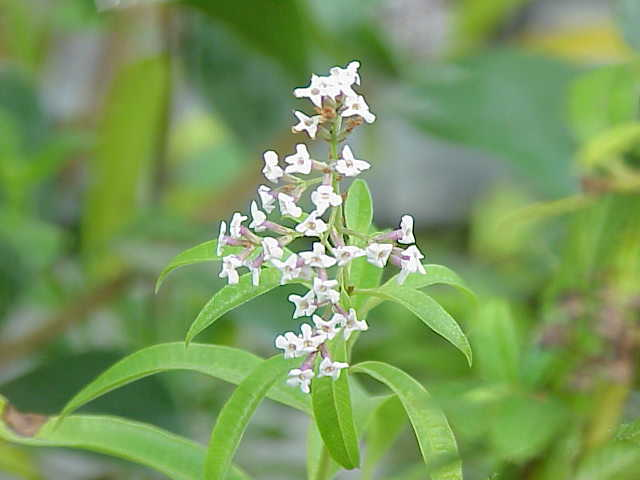
Erba cedrina (Aloysia citriodora)
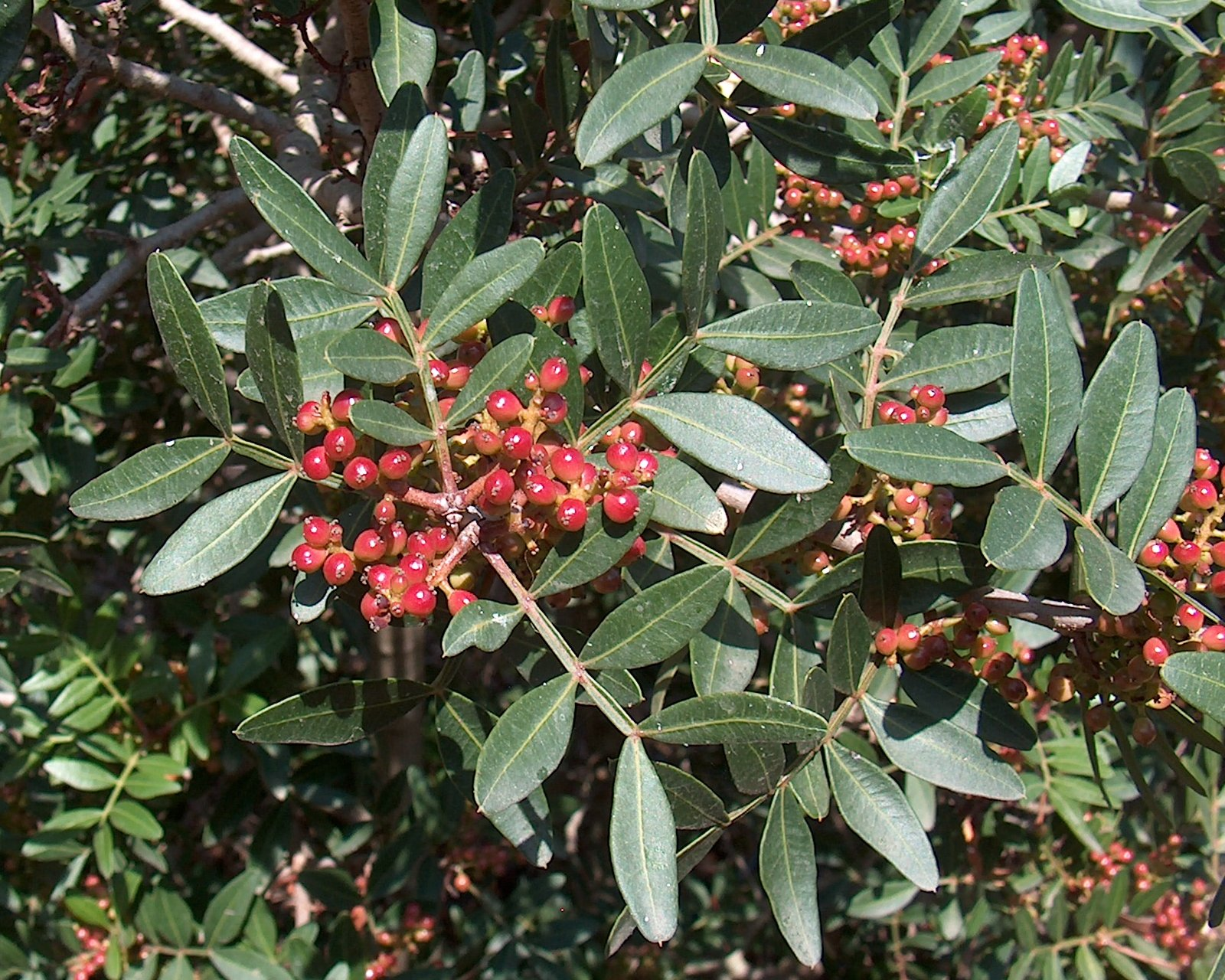
Lentisco (Pistacia lentiscus)
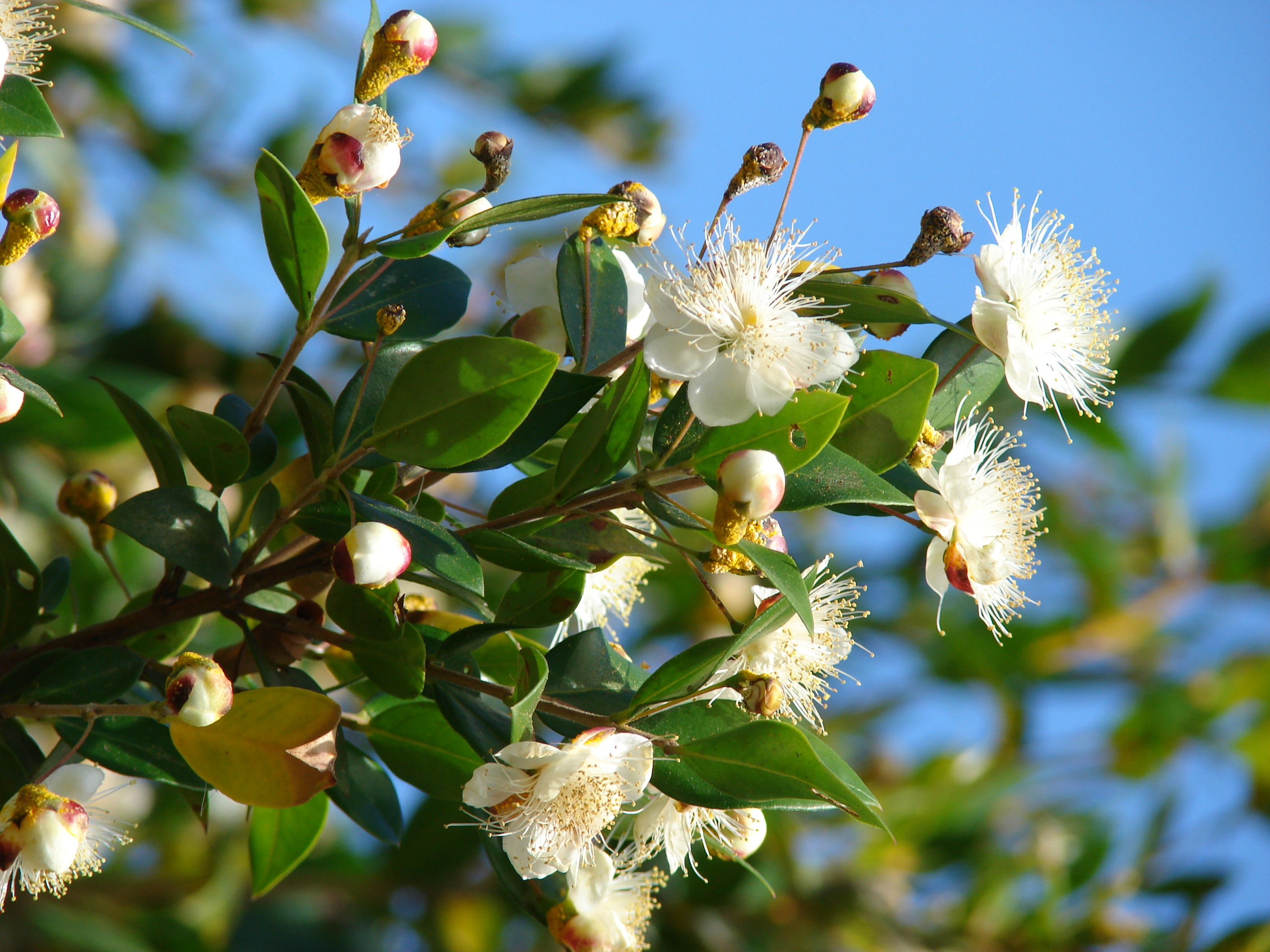
Mirto (Myrtus communis)
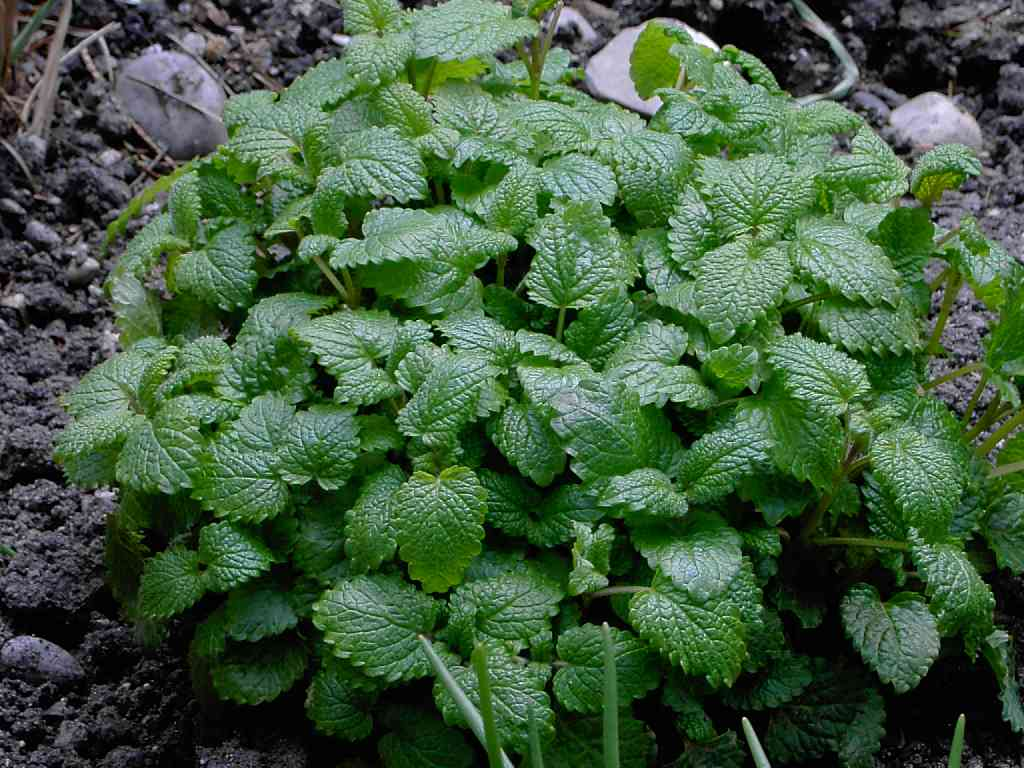
Melissa (Melissa officinalis)
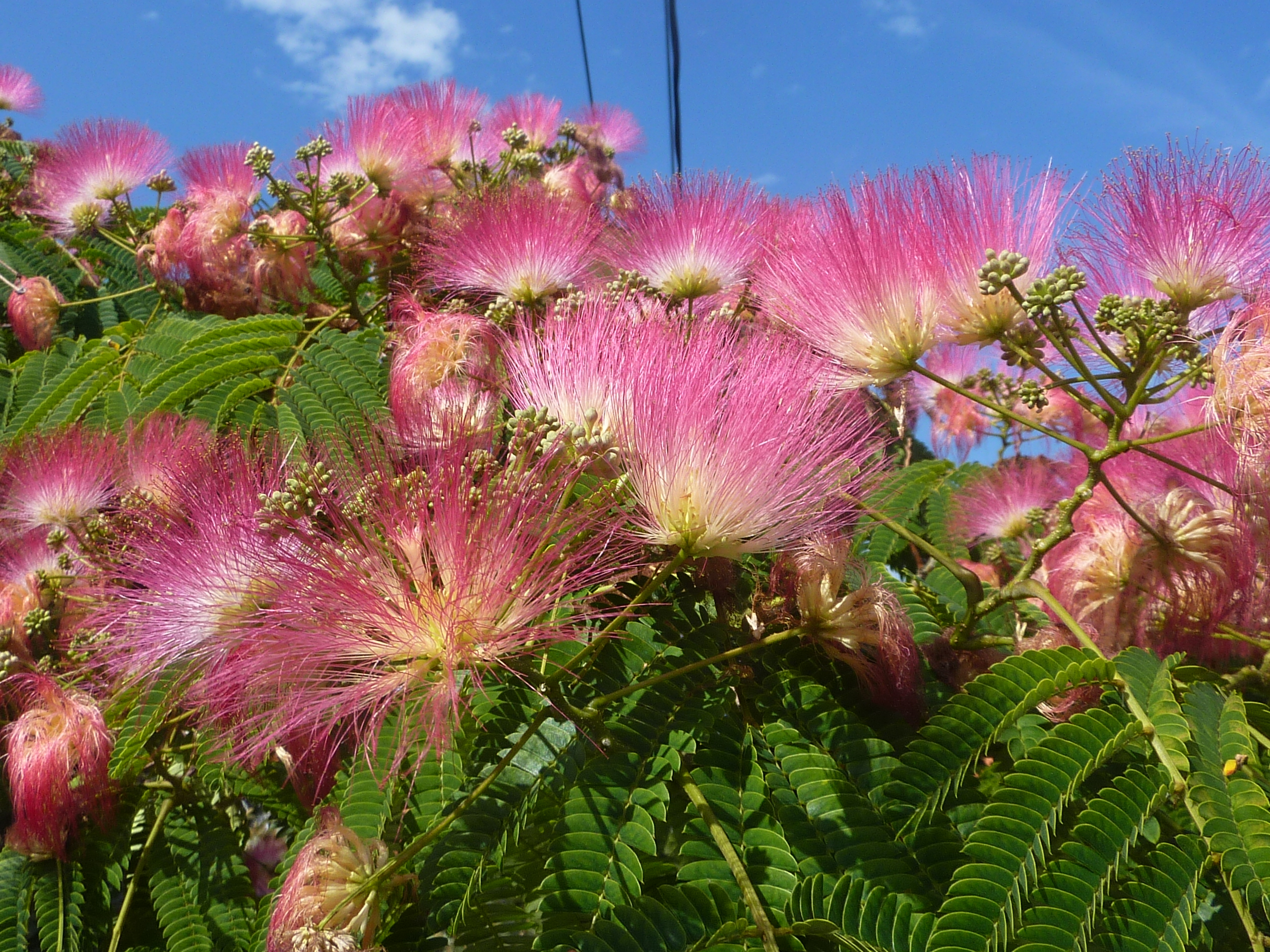
Acacia di Costantinopoli (Albizia julibrissin)
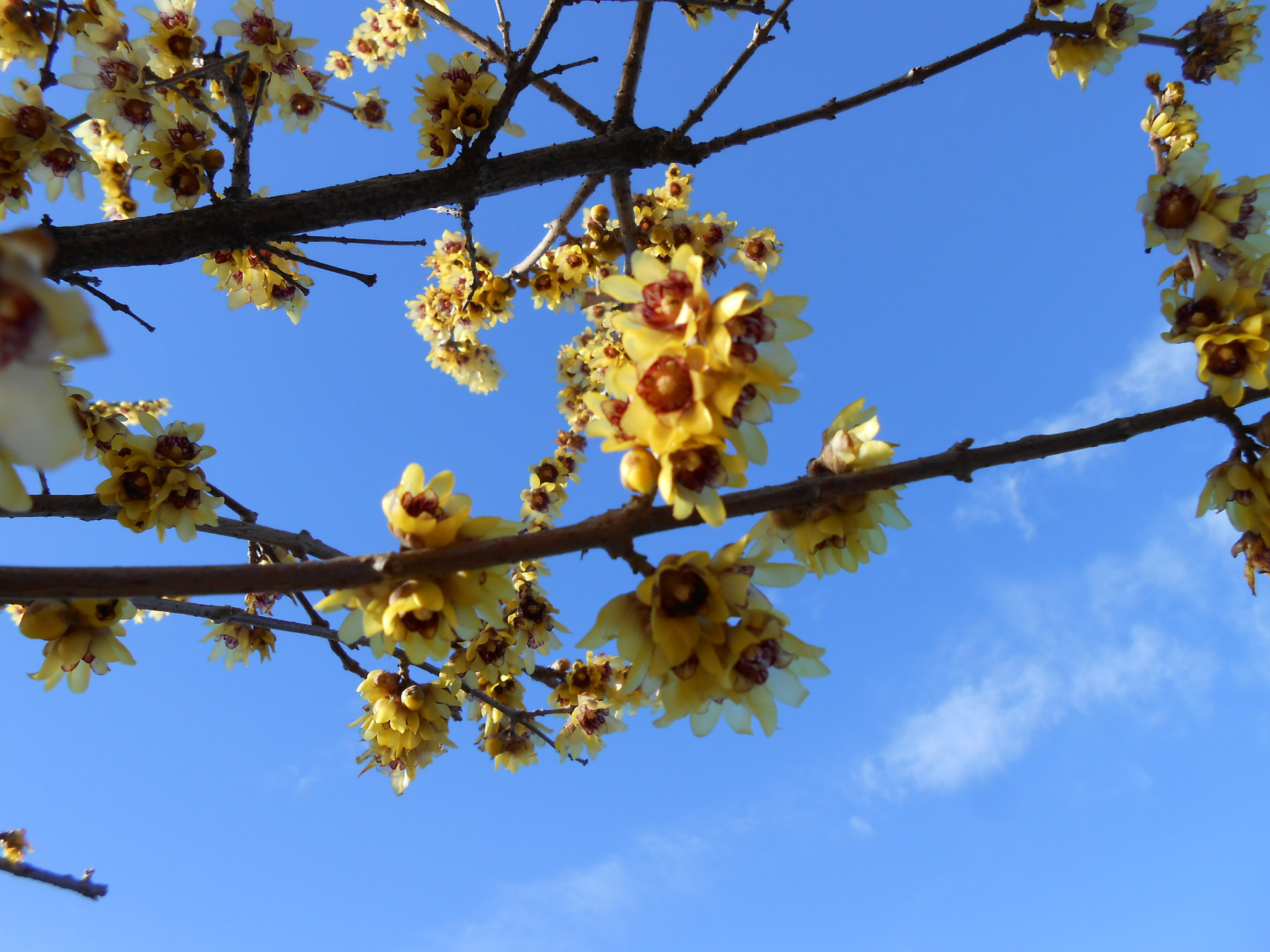
Calicanto (Chimonanthus praecox)
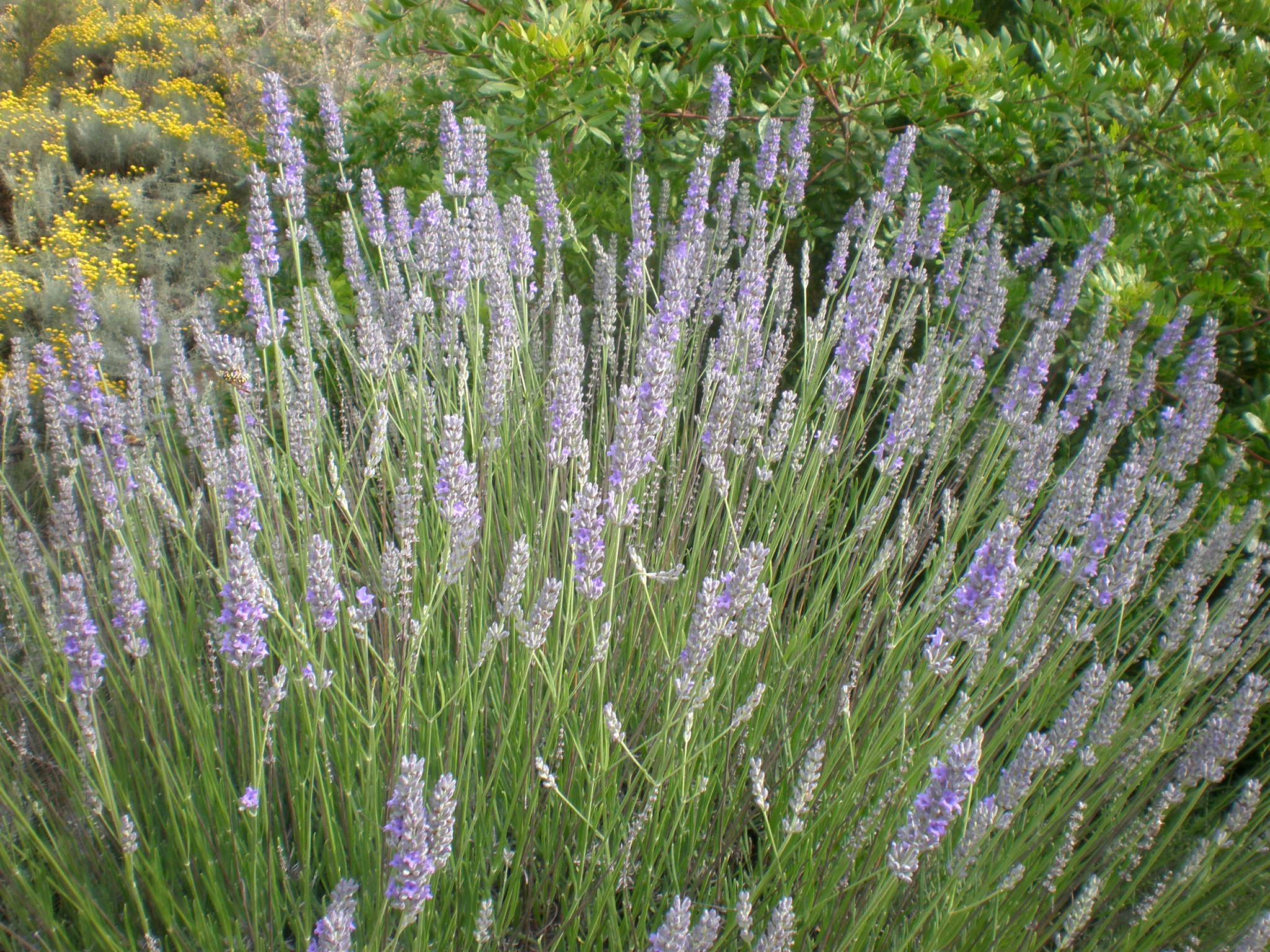
Spighetta (Lavandula × intermedia)
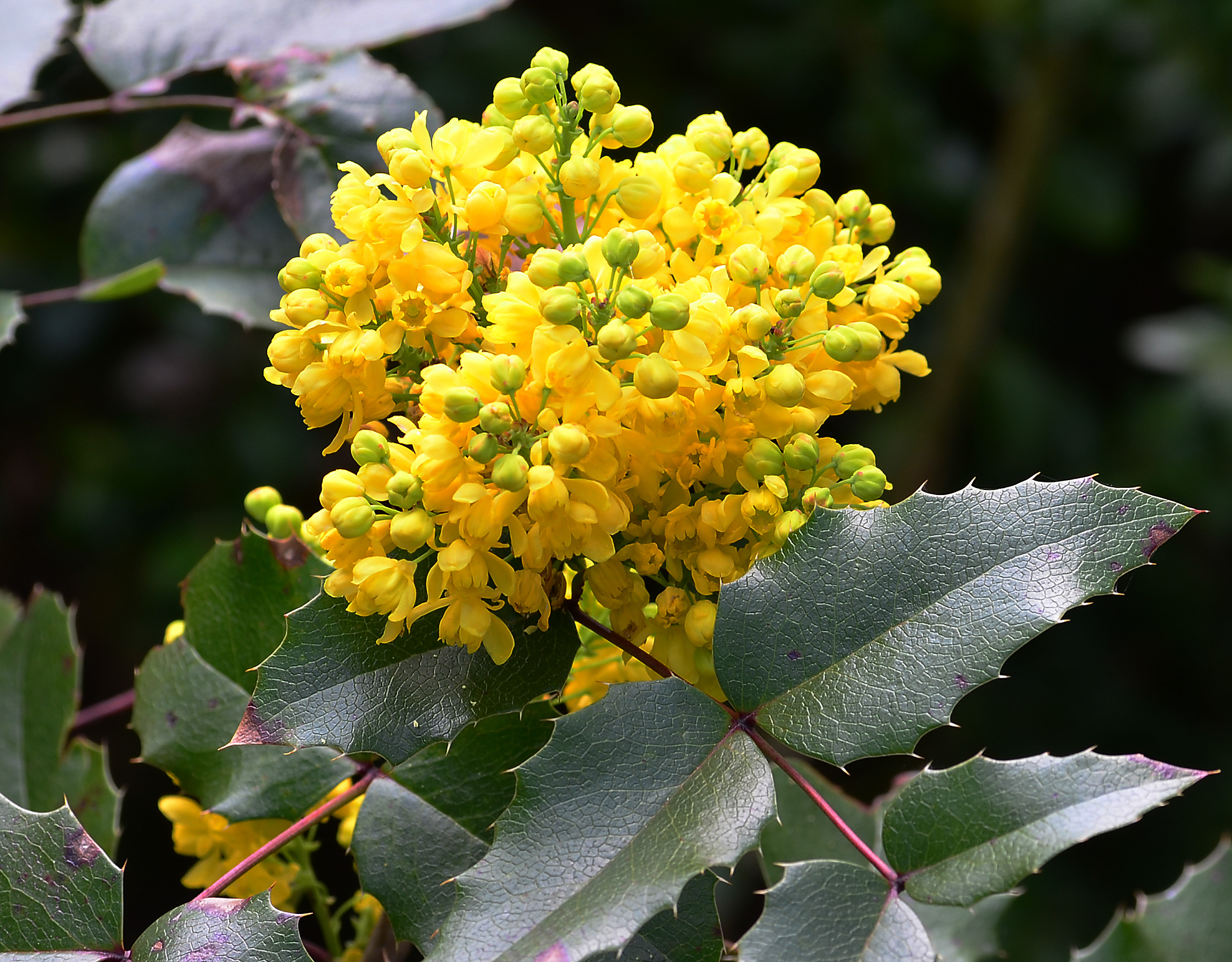
Maonia (Berberis aquifolium)
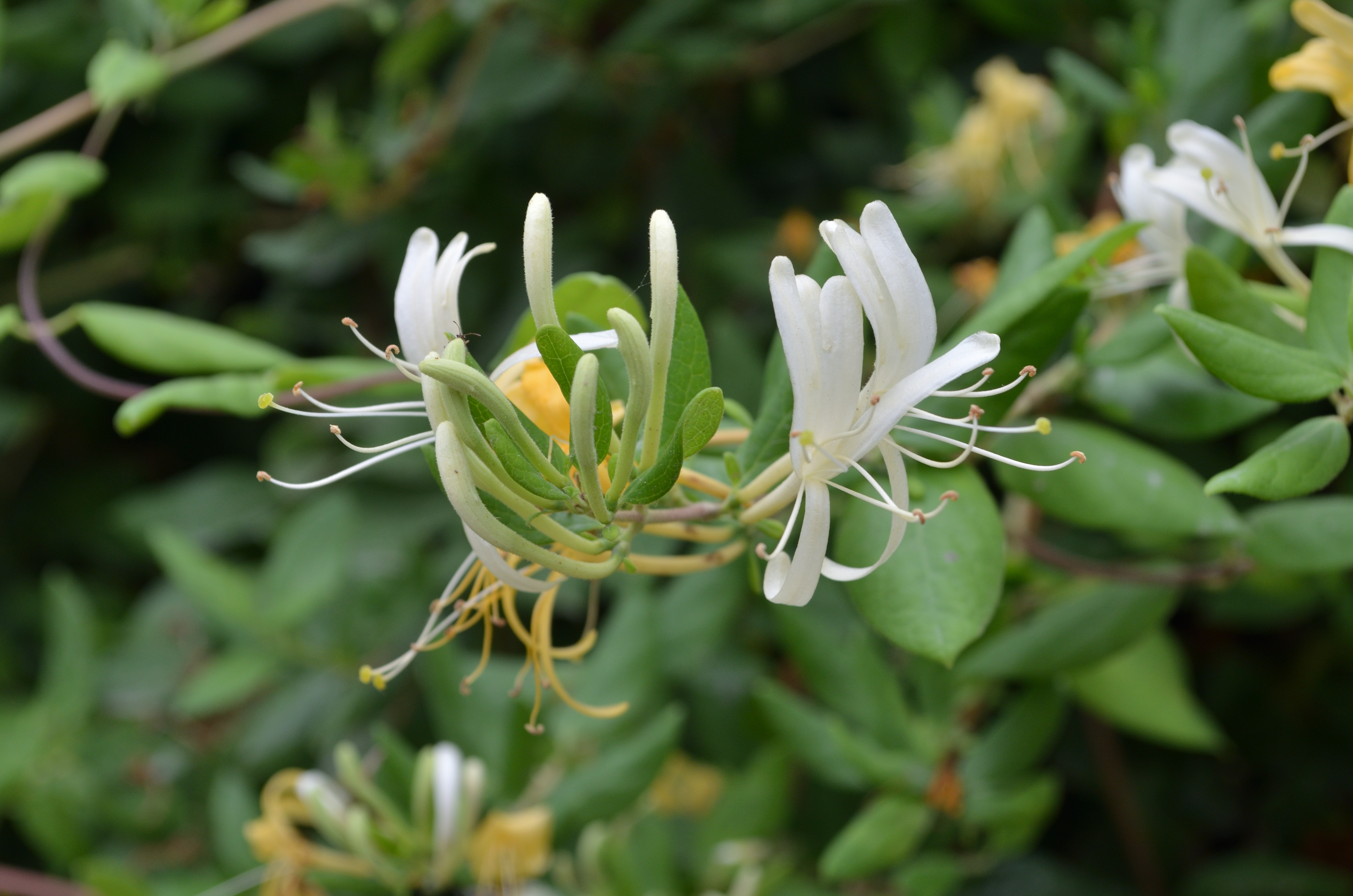
Caprifoglio (Lonicera caprifolium)
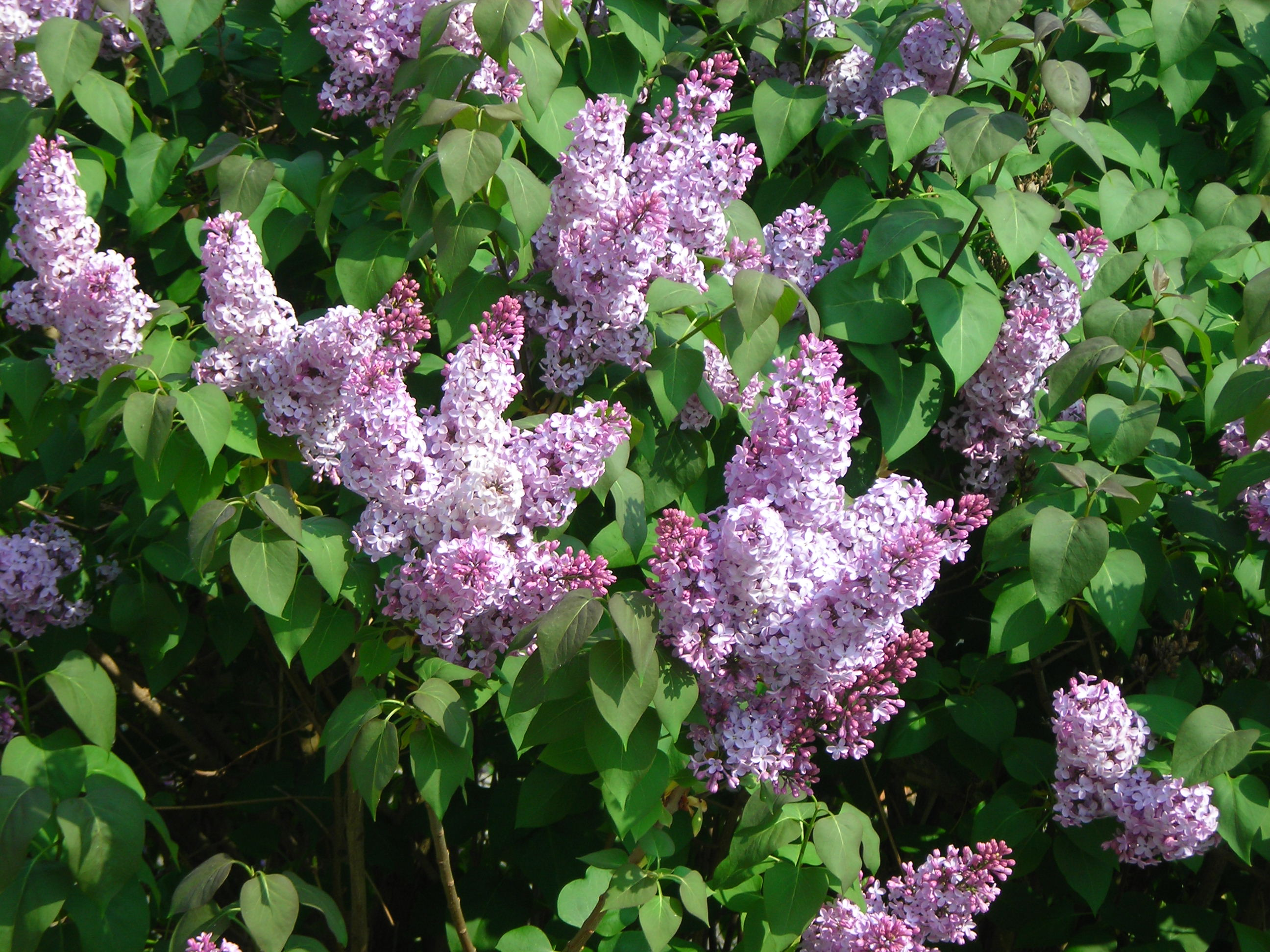
Lillà (Syringa vulgaris)
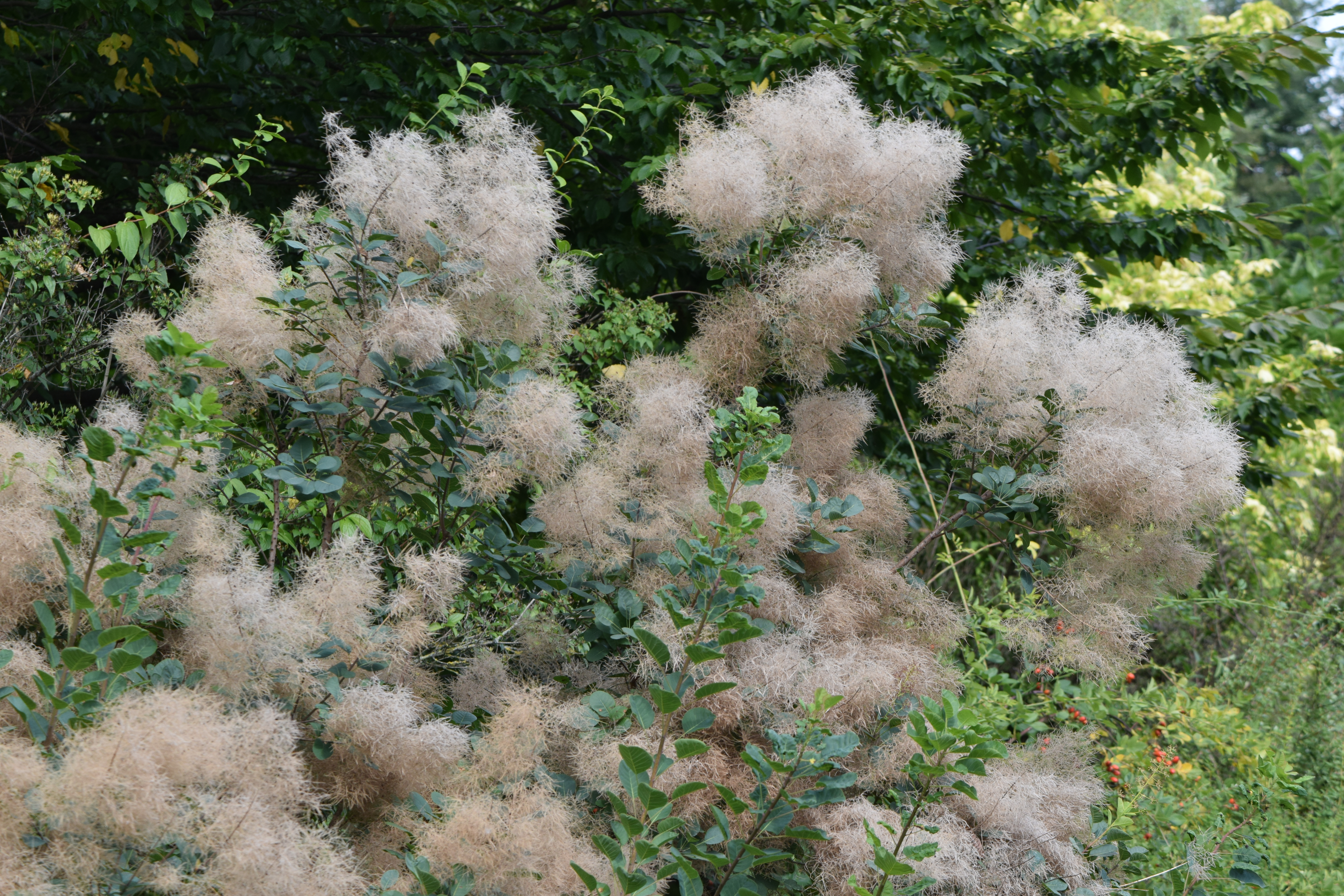
Albero della nebbia (Cotinus coggygria)
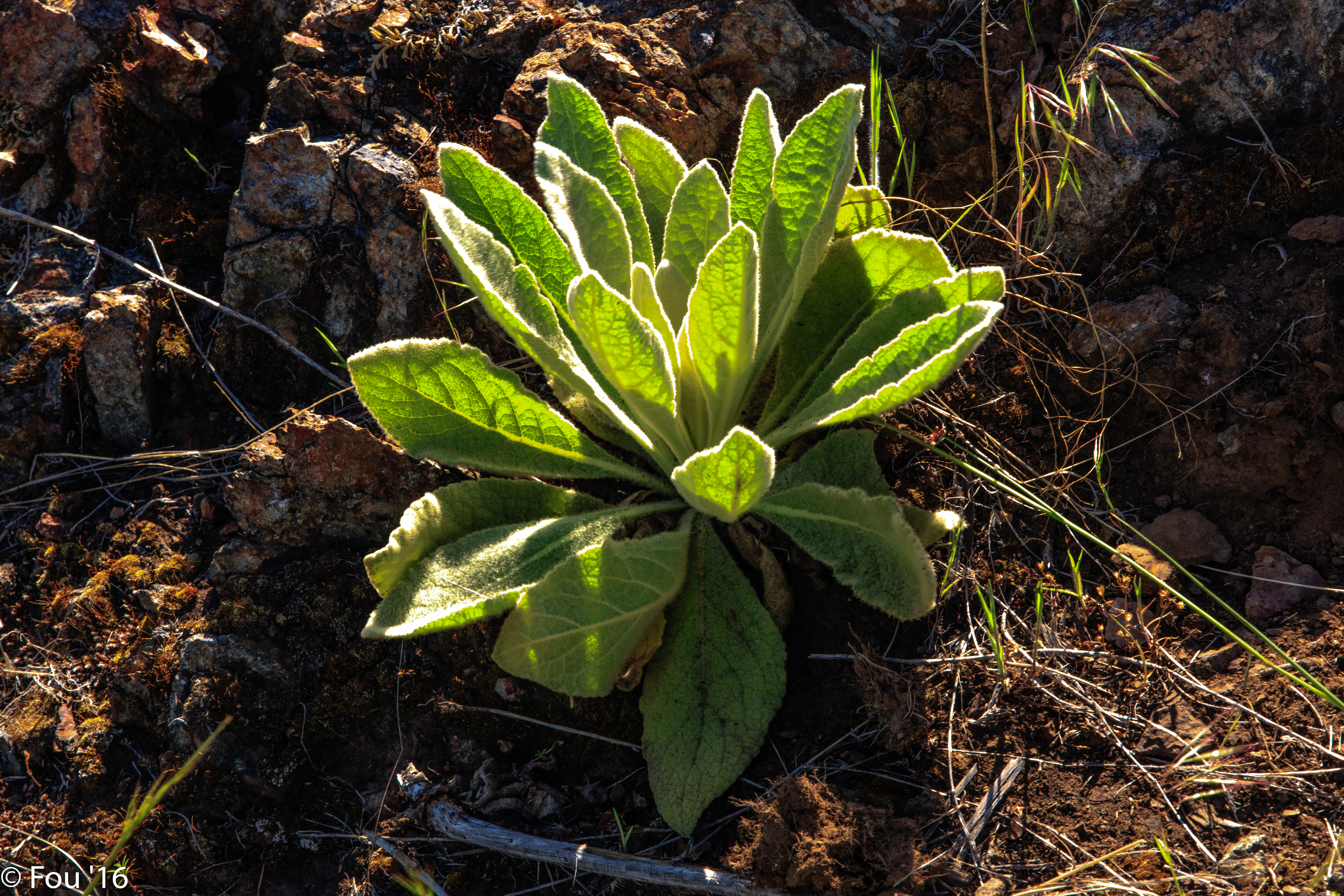
Tasso barbasso (Verbascum thapsus)
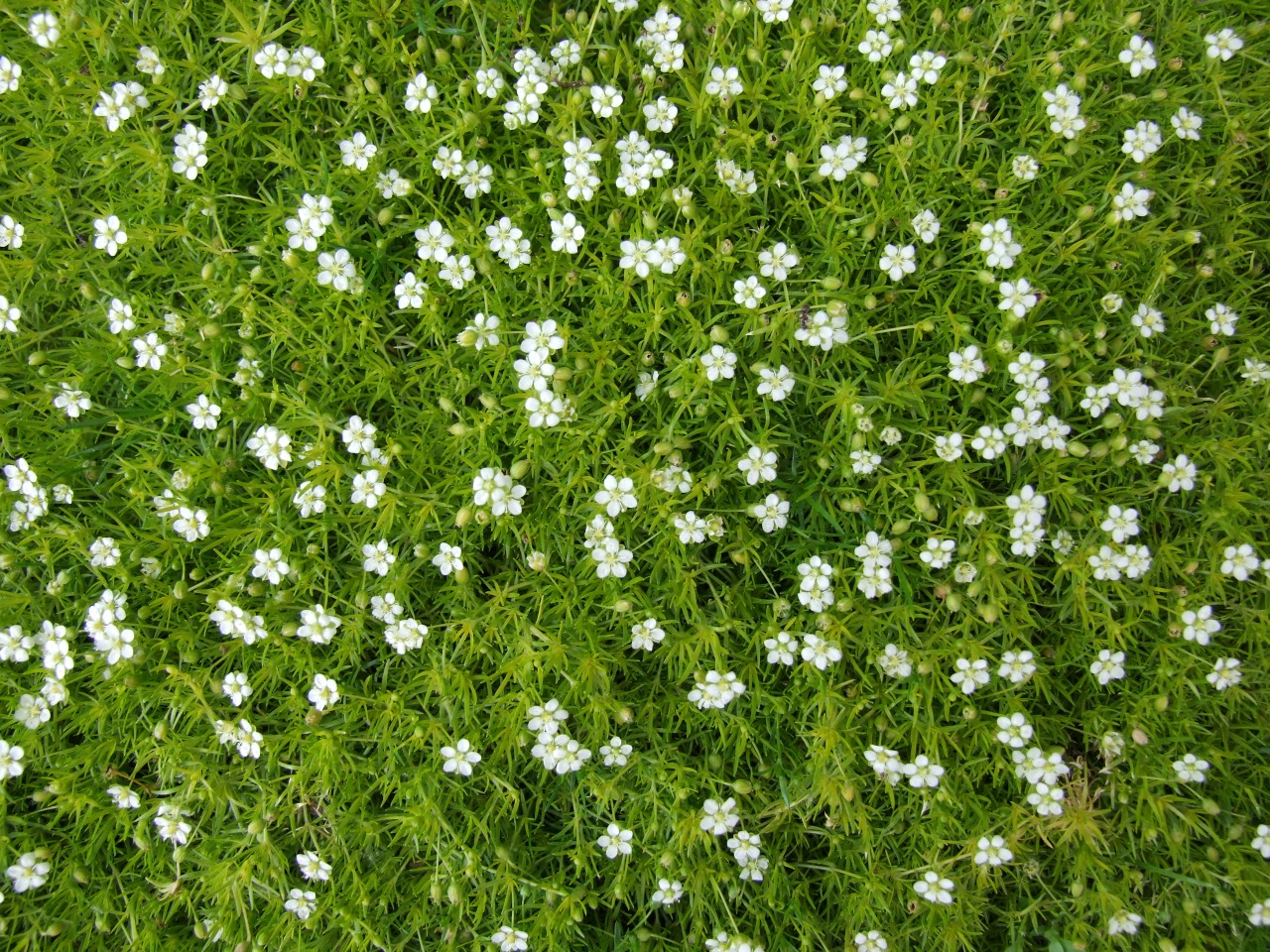
Sagina subulata (Sagina subulata)
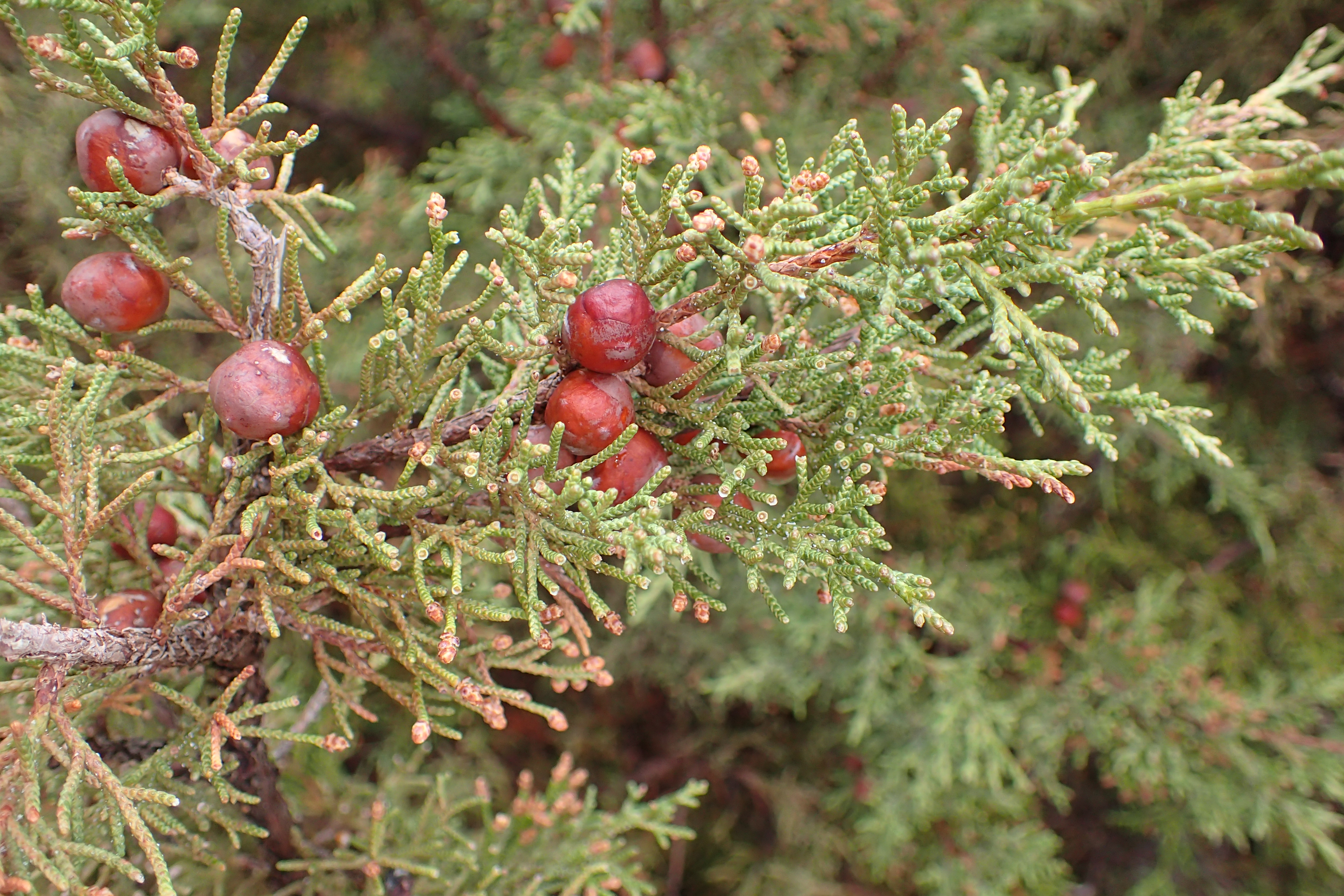
Ginepro spagnolo (Juniperus thurifera)

#### Giardino delle rose
Una zona di particolare interesse del parco è il "giardino delle rose", inaugurato nel 2019, grazie all'opera dei volontari dell'Associazione per i diritti degli anziani, per ricordare che Ancona, nel Seicento, era nota per la bellezza e il profumo delle sue rose. Le specie di rose, tutte profumate, sono state reperite presso vari giardini botanici, anche in collaborazione con la Facoltà di Agraria di Ancona. Alcune piante sono rifiorenti, in modo da poter apprezzare le loro fioriture anche in autunno.

#### Maneggio
Un cancello mette in comunicazione il parco con un maneggio, anch'esso compreso all'interno delle mura del Campo Trincerato, nell'area del Bastione Ottone. È dedicato a tutti coloro che amano i cavalli: i corsi di equitazione sono rivolti ai cittadini di tutte le età ed anche alle persone con disabilità. Il maneggio svolge le sue attività da circa cinquant'anni.

#### Fauna
Dal punto di vista faunistico, notevole è la presenza nel parco di una colonia di scoiattoli e di una famiglia di istrici. Nel 2023 il parco è stato chiuso per più di un mese per la presenza di un cinghiale.

## Galleria d'immagini

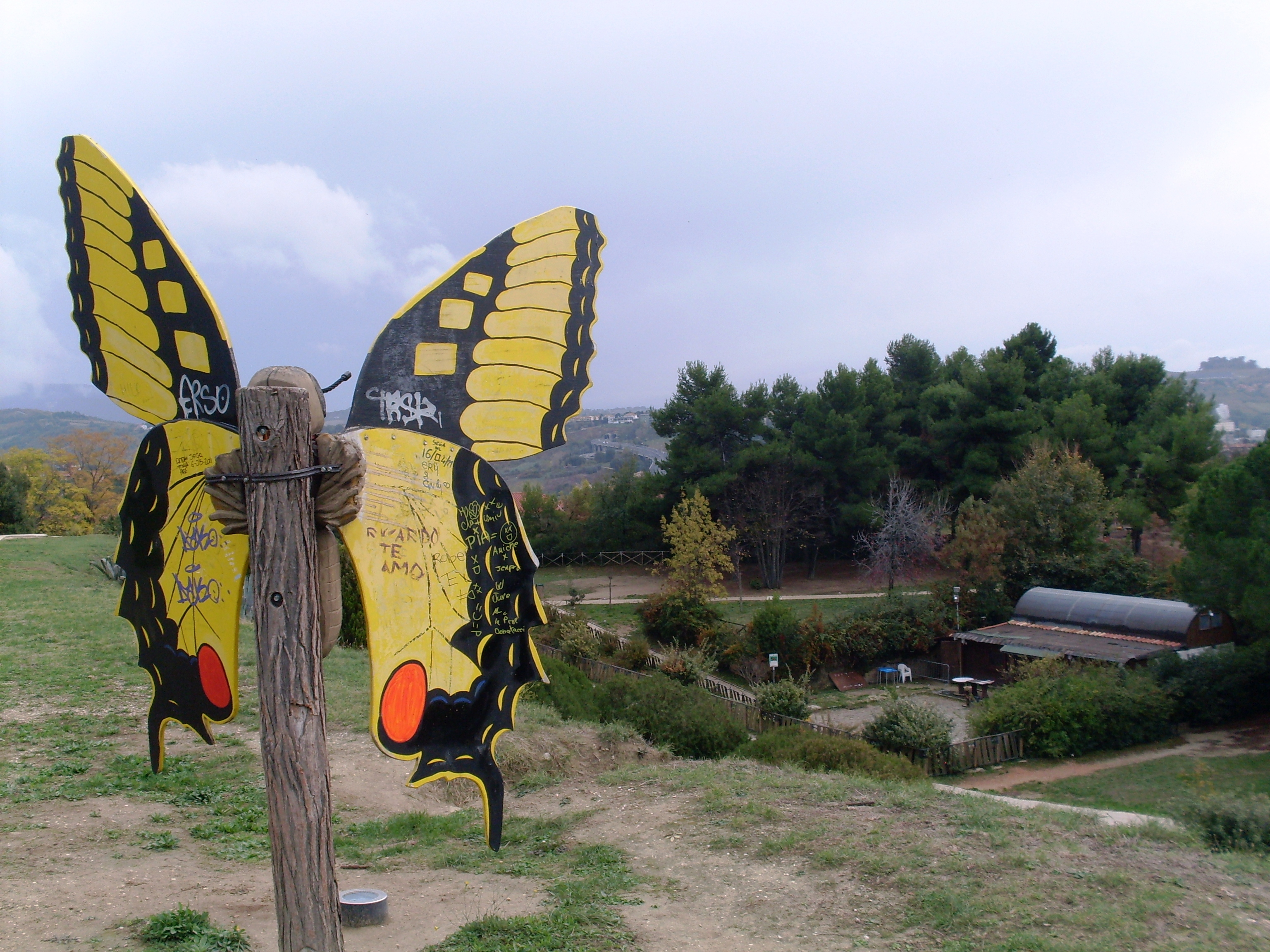
Scultura rappresentante la farfalla macaone (Papilio machaon) e in lontananza il bar prima della demolizione
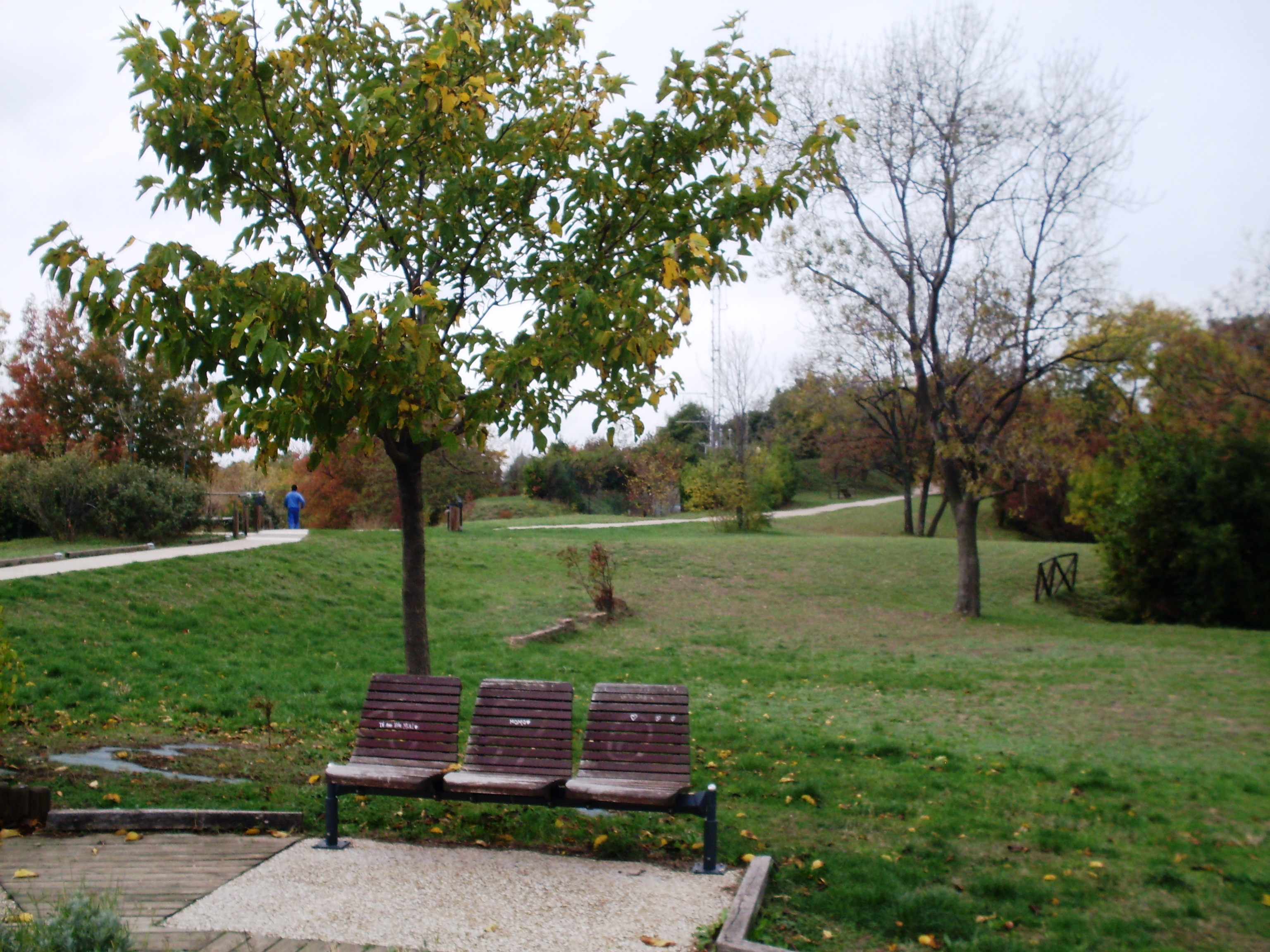
Sommità della collina centrale
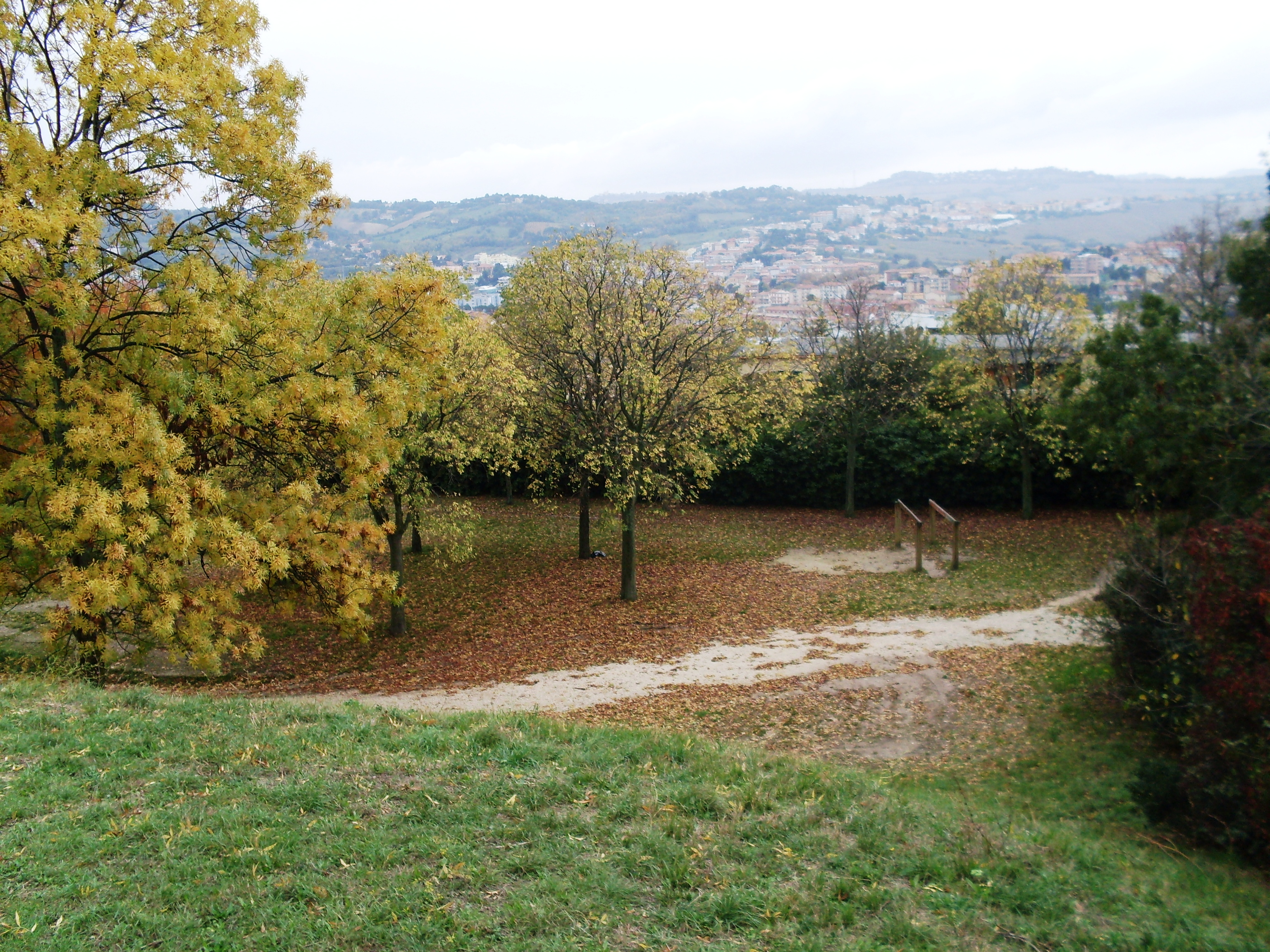
Area occidentale e vista verso il rione del Pinocchio
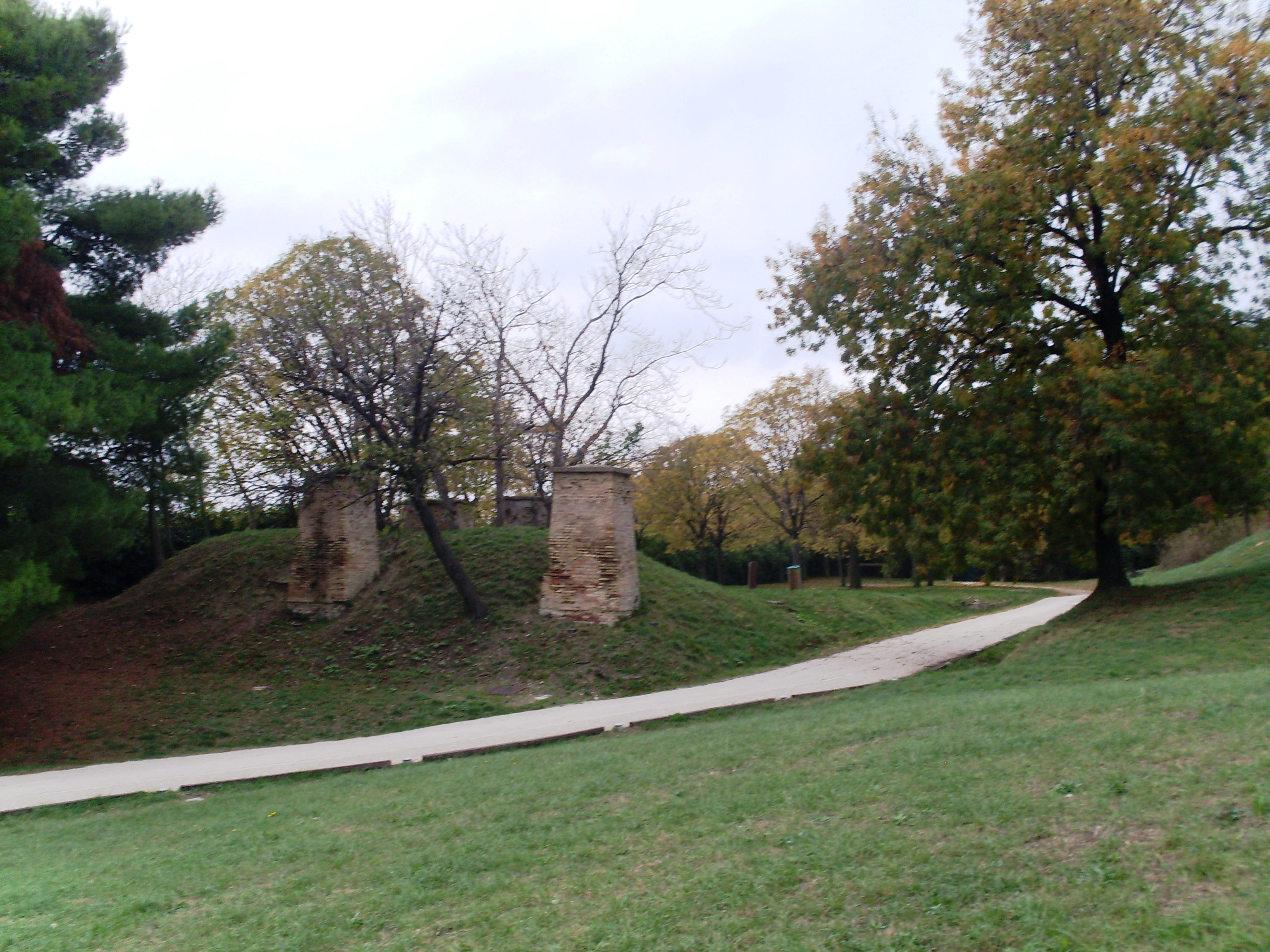
Pozzi di aerazione del cunicolo che corre lungo la cortina occidentale
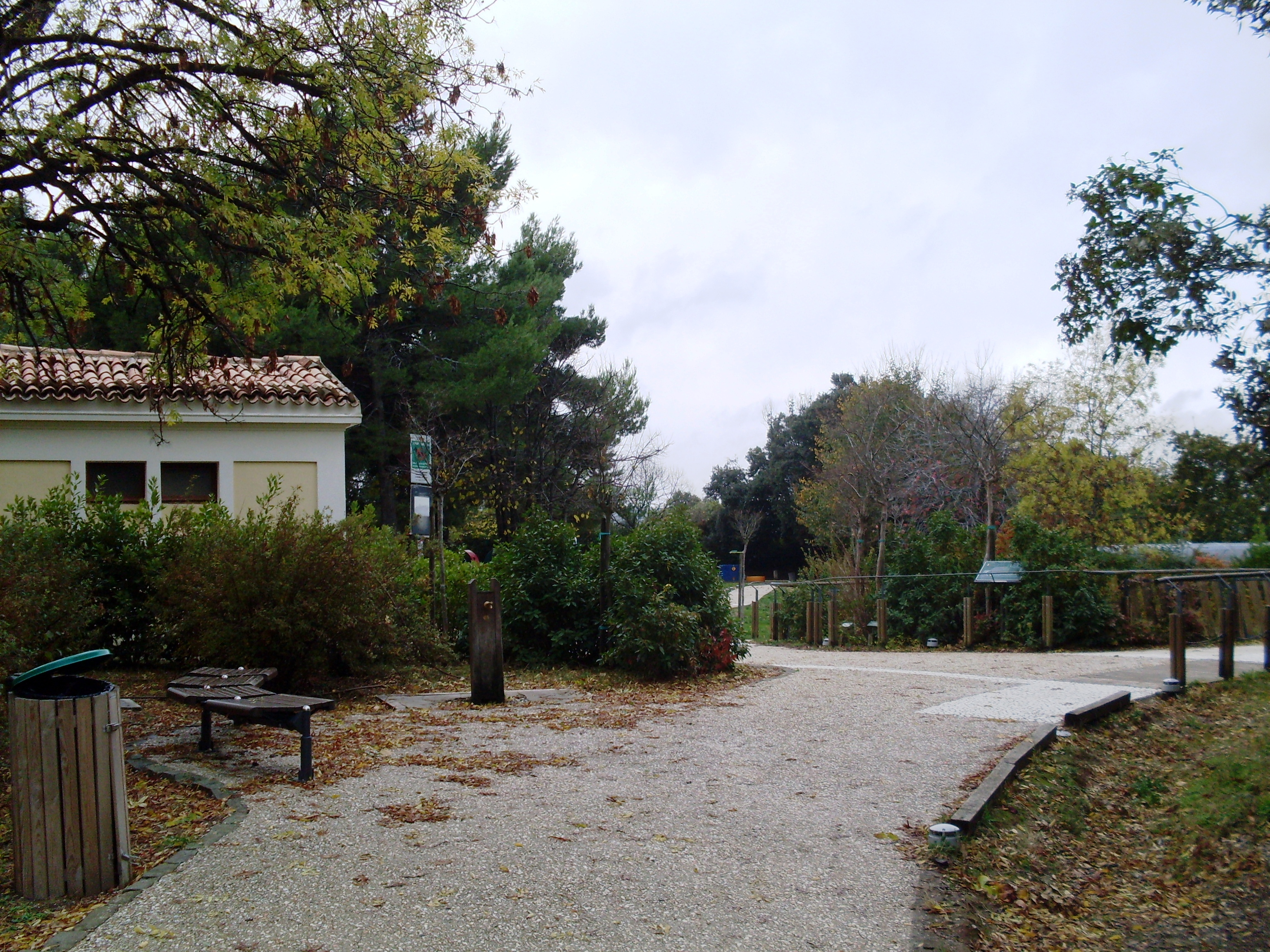
Area meridionale
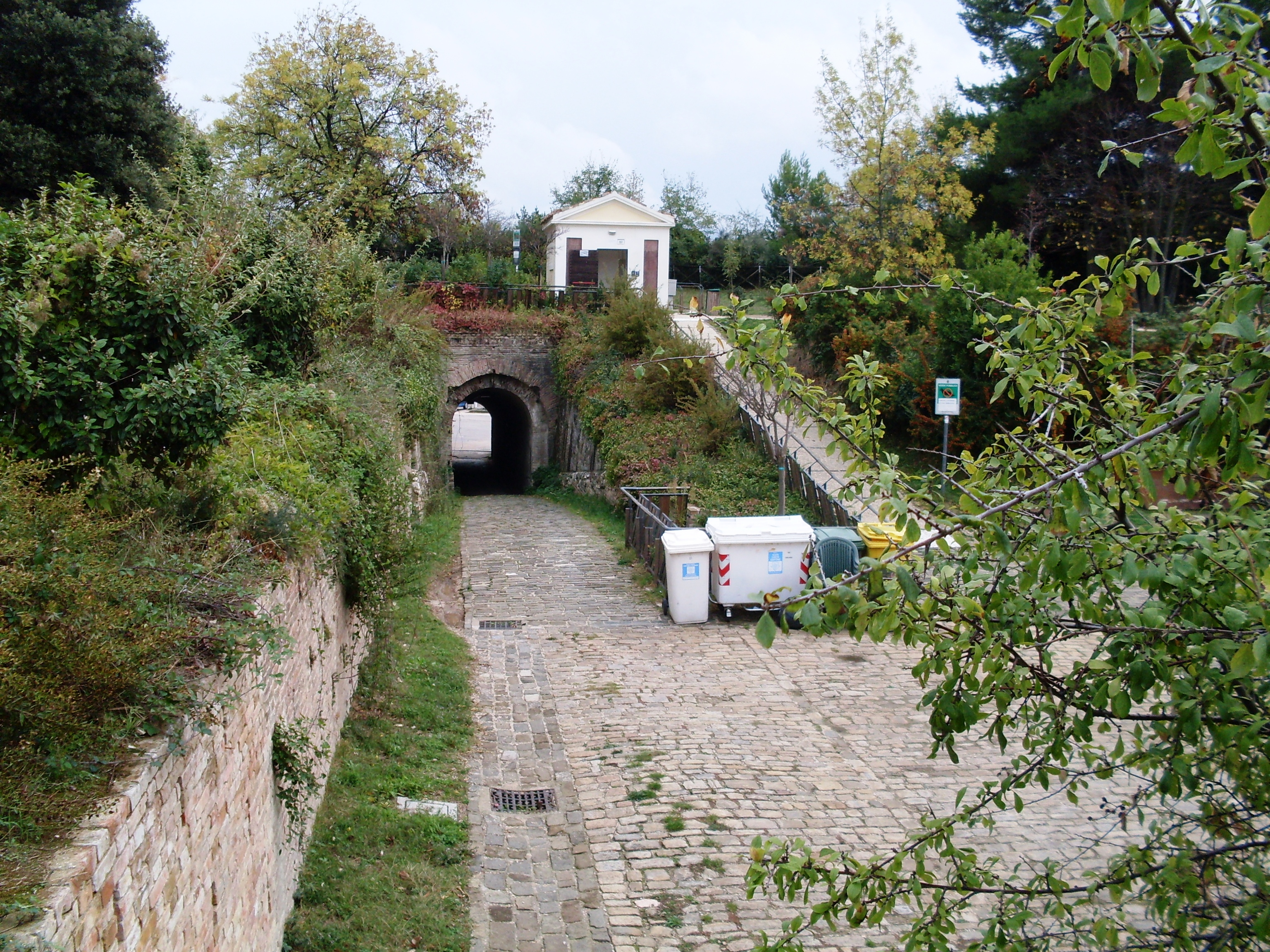
Ingresso in galleria, al centro della Tenaglia
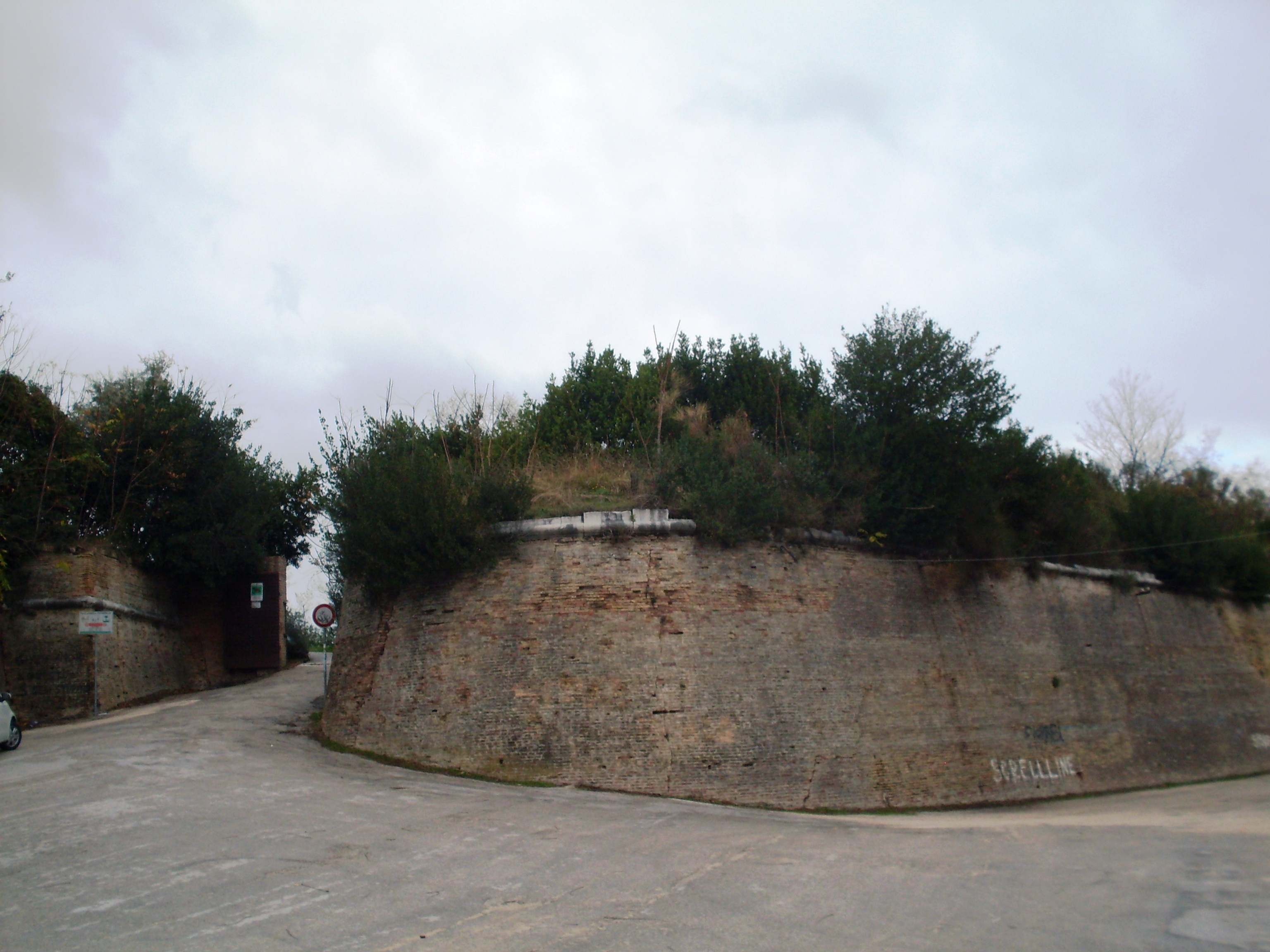
Orecchione del Bastione di San Giacomo

## Eventi bellici
Il Campo Trincerato fu interessato da eventi bellici nel corso di quattro assedi, di cui uno nel periodo napoleonico, quello del 1799, e tre nel periodo risorgimentale, quello del 1831, quello del 1849 e quello del 1860.
Le lesioni belliche dovute a cannonate a palla e coniche sono ancora evidenti sulle mura che cingono il parco, particolarmente nella Tenaglia d'ingresso e in via Circonvallazione tra i numeri civici 5 e 7, come risulta dall'esame delle foto sottostanti.
Il campo trincerato risulta cannoneggiato da almeno 12 pezzi rigati del IV corpo d'armata durante l'assedio di Ancona del 1860 e la presenza di danni alle mura di tipo conico si possono dedurre sia dalla forma di molte lesioni, terminanti con un piccolo incavo a forma conica, sia dalla presenza al centro delle lesioni stesse di residui metallici, che potrebbero essere la punta dei nuovi proiettili conici, mai usati durante i precedenti assedi.

### Immagini delle mura cannoneggiate

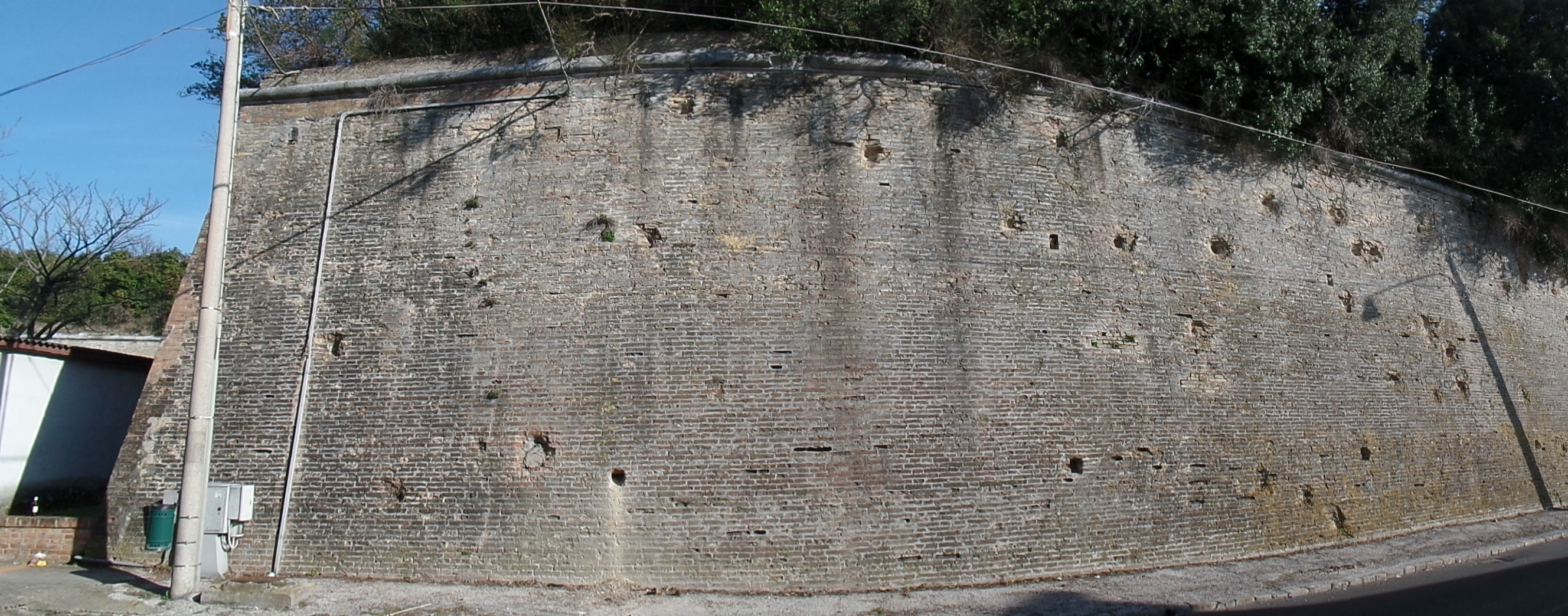
Lesioni del 1860 sulle mura di via Circonvallazione (in corrispondenza dei civici 5-7).
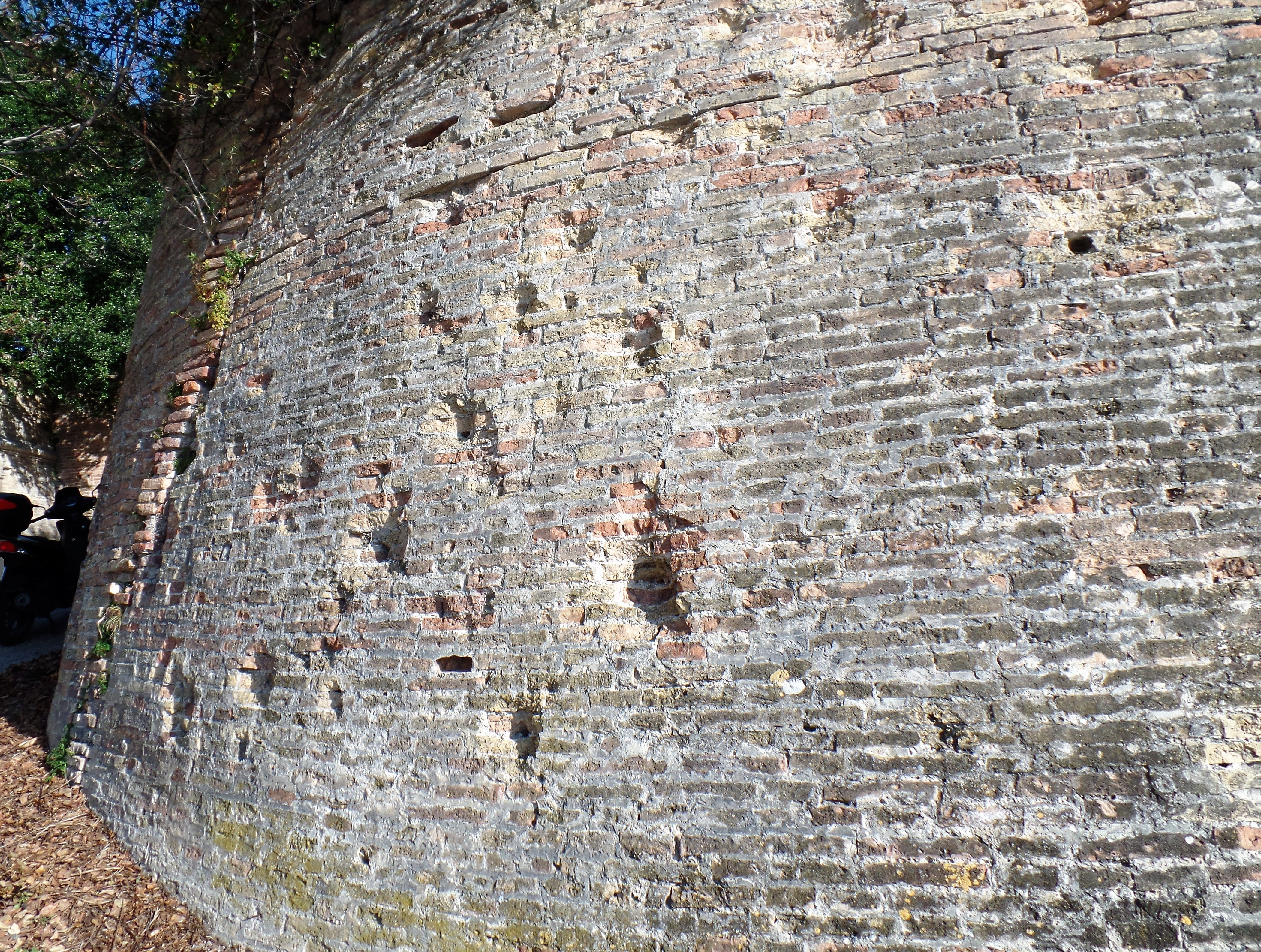
Lesioni del 1860 sull'orecchione del Bastione di San Giacomo, facente parte della Tenaglia.
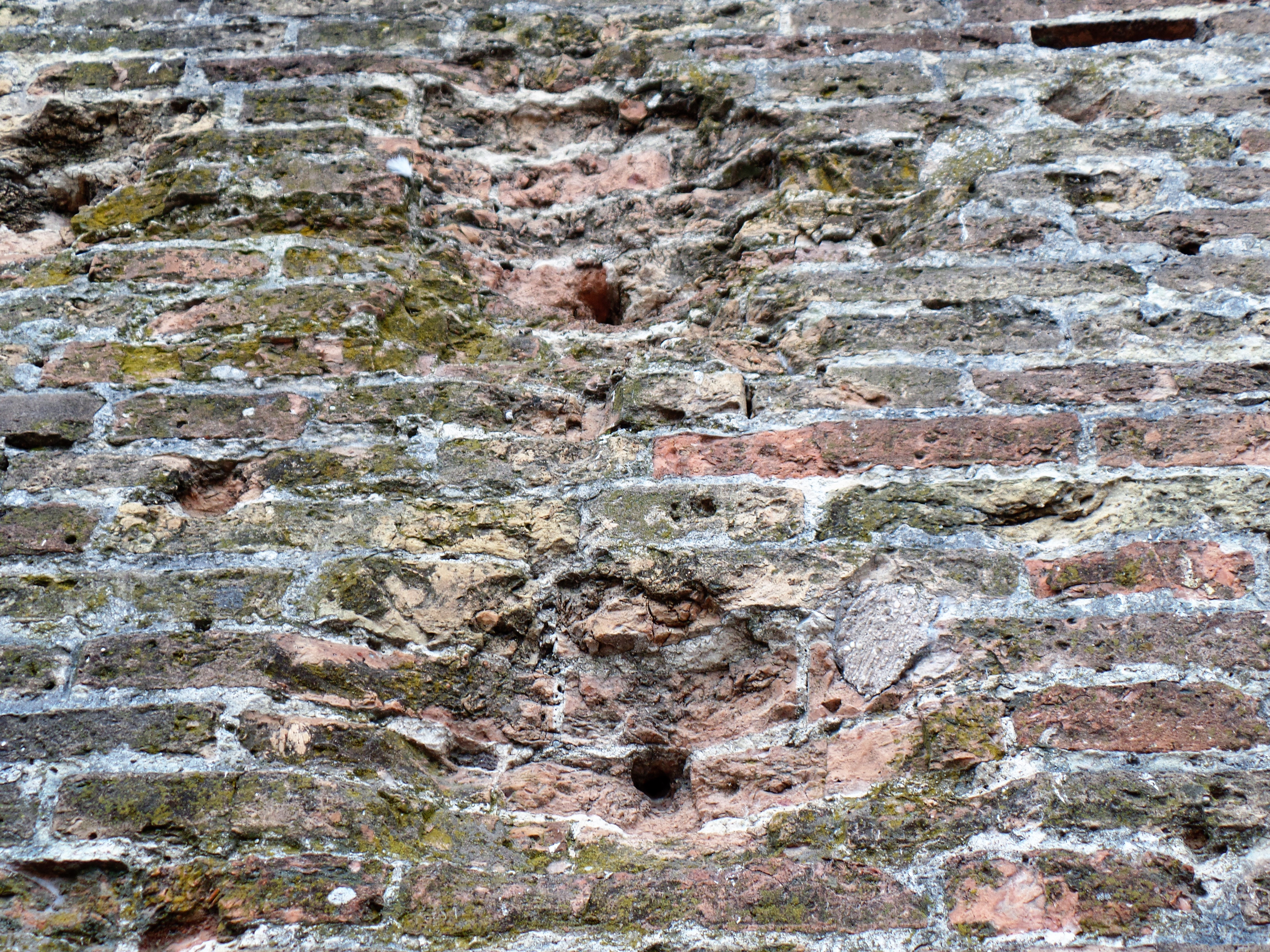
Lesioni del 1860 - residui metallici cannonate.
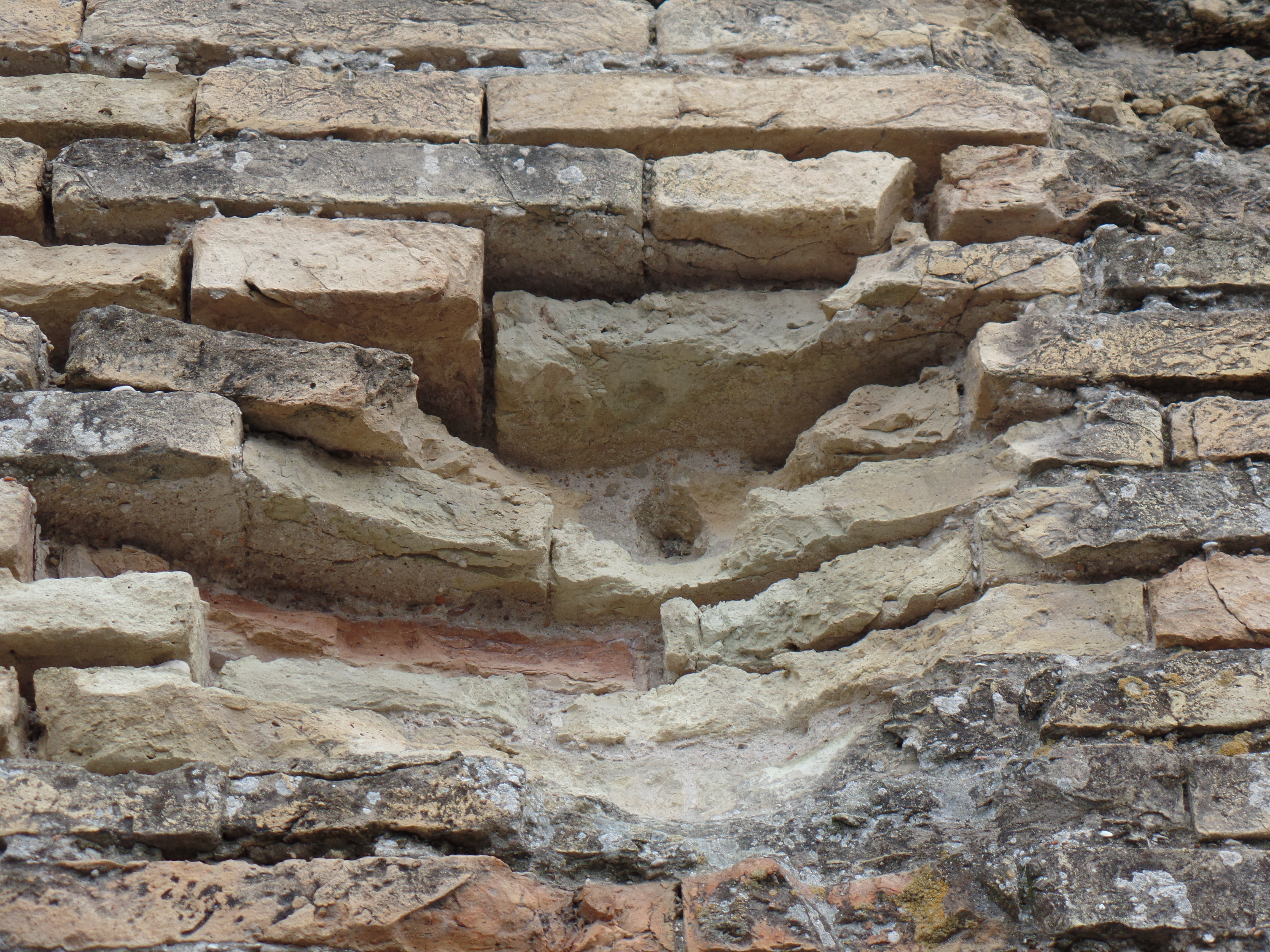
Lesioni 1860 - con residuo punta metallica al centro.